# Cronologia de l'exploració del sistema solar

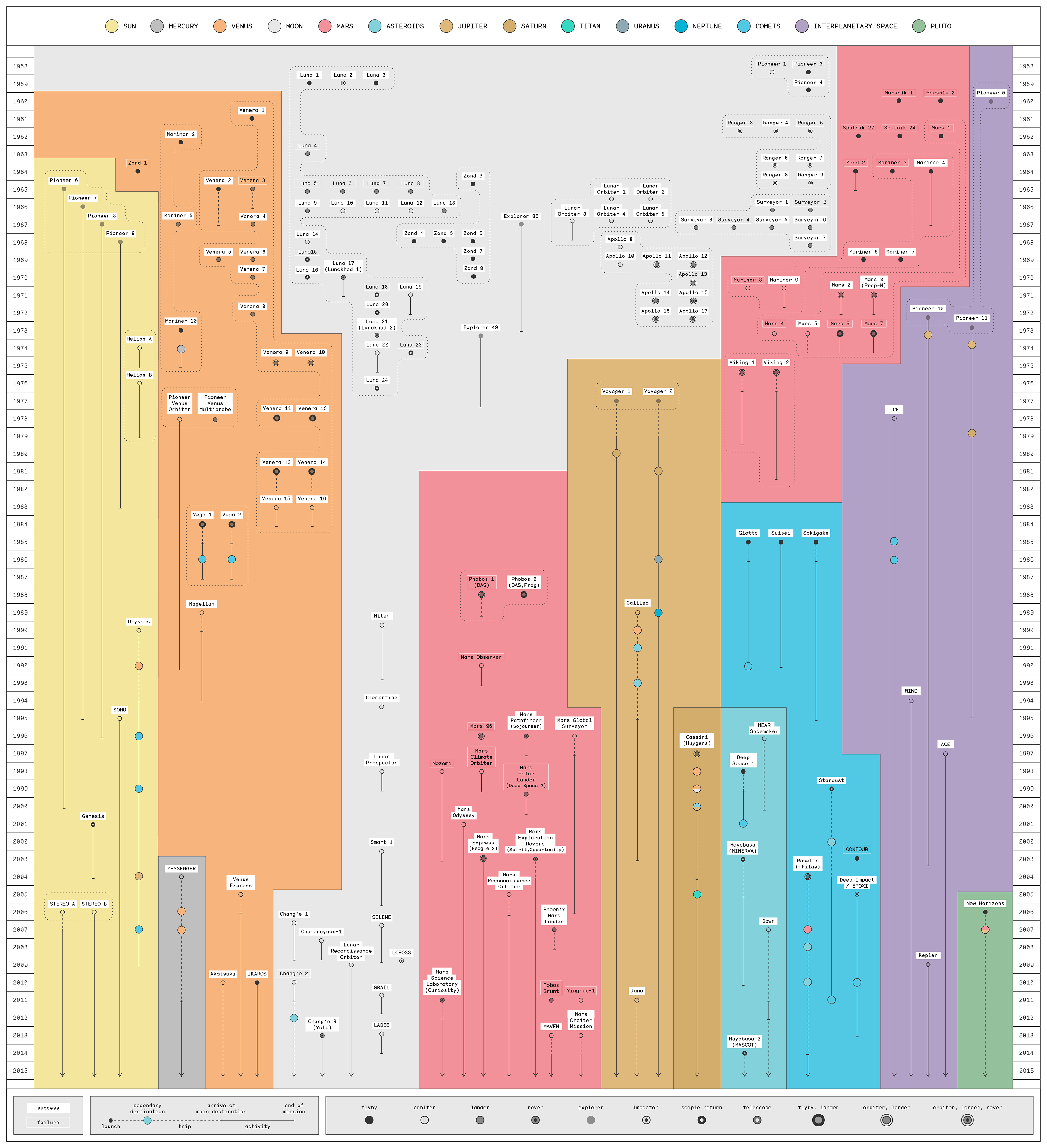
Cronologia de l'exploració del sistema solar.

Aquest article és una cronologia de l'exploració del sistema solar ordenat per data de llançament de nau espacial. Això inclou:
- Totes les naus espacials que han deixat l'òrbita terrestre a les finalitats de l'exploració del sistema solar (o es van posar en marxa amb aquesta intenció, però van fracassar), incloent sondes lunars.
- Un petit nombre de naus pioneres que orbiten la Terra.

Això no inclou:
- La gran majoria dels satèl·lits en òrbita terrestre.
- Sondes deixant l'òrbita de la Terra que no tenen a veure amb l'exploració del sistema solar (com els telescopis espacials dirigits a les galàxies distants, observatoris còsmics i la radiació de fons, etc.)
- Les sondes que van fallar en el llançament.

Les dates indicades són les dates de llançament, però els èxits assenyalats que s'hagin produït algun temps després — en alguns casos, un temps considerable més endavant (per exemple, la Voyager 2, llançada el 20 d'agost 1977, no va arribar a Neptú fins al 1989).
Les missions en cursiva estan sense acabar, és a dir, encara no han estat designades com a èxits o fracassos. Algunes missions segueixen en peu, tot i haver-se avariat part de la nau espacial, mentre que d'altres estan en fases d'extensió de la missió.

## Dècada de 1940
| Nom de la missió | Data de llançament | Descripció                                                 | Ref(s) |
| ---------------- | ------------------ | ---------------------------------------------------------- | ------ |
| MW 18014         | 4 jun 1944         | Primer objecte artificial en travessar el límit de l'espai |        |

## Dècada de 1950

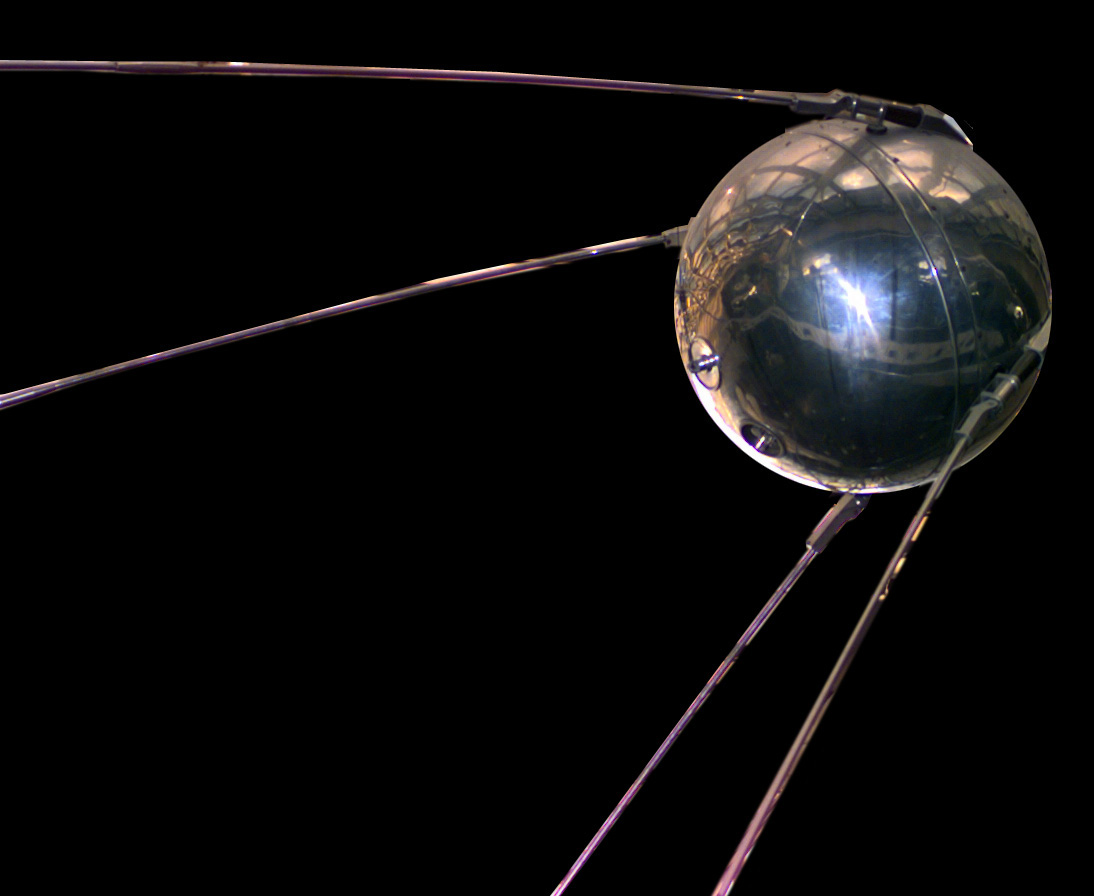
Spútnik 1 – Primer orbitador de la Terra

| Nom de la missió | Data de llançament     | Descripció | Ref(s)                   |
| ---------------- | ---------------------- | --- | ------------------------ |
| Spútnik 1        | 4 d'octubre de 1957    | Primer satèl·lit artificial de la Terra                                                                                | [ 1 ] [ 2 ]              |
| Spútnik 2        | 3 de novembre de 1957  | Orbitador de la Terra, primer animal en òrbita, una gossa anomenada Laika                                              | [ 2 ] [ 3 ] [ 4 ]        |
| Explorer 1       | 1 de febrer de 1958    | Orbitador de la Terra; primer orbitador americà, va descobrir el cinturó de Van Allen                                  | [ 5 ]                    |
| Vanguard 1       | 17 de març de 1958     | Orbitador de la Terra; la nau espacial més vella encara en òrbita de la Terra                                          | [ 6 ]                    |
| Luna 1           | 2 de gener de 1959     | Primer sobrevol lunar (intentava impactar a la Lluna?); primer satèl·lit artificial en òrbita heliocèntrica.           | [ 7 ] [ 8 ] [ 9 ] [ 10 ] |
| Pioneer 4        | 3 de març de 1959      | Sobrevol lunar | [ 11 ] [ 12 ]            |
| Luna 2           | 12 de setembre de 1959 | Primer impacte extraterrestre i impacte lunar, primer objecte artificial a la Lluna                                    | [ 10 ] [ 13 ]            |
| Luna 3           | 4 d'octubre de 1959    | Sobrevol lunar; Primeres imatges d'un altre cos celeste preses des de l'espai, sobretot, de la cara oculta de la Lluna | [ 10 ] [ 14 ]            |

## Dècada de 1960

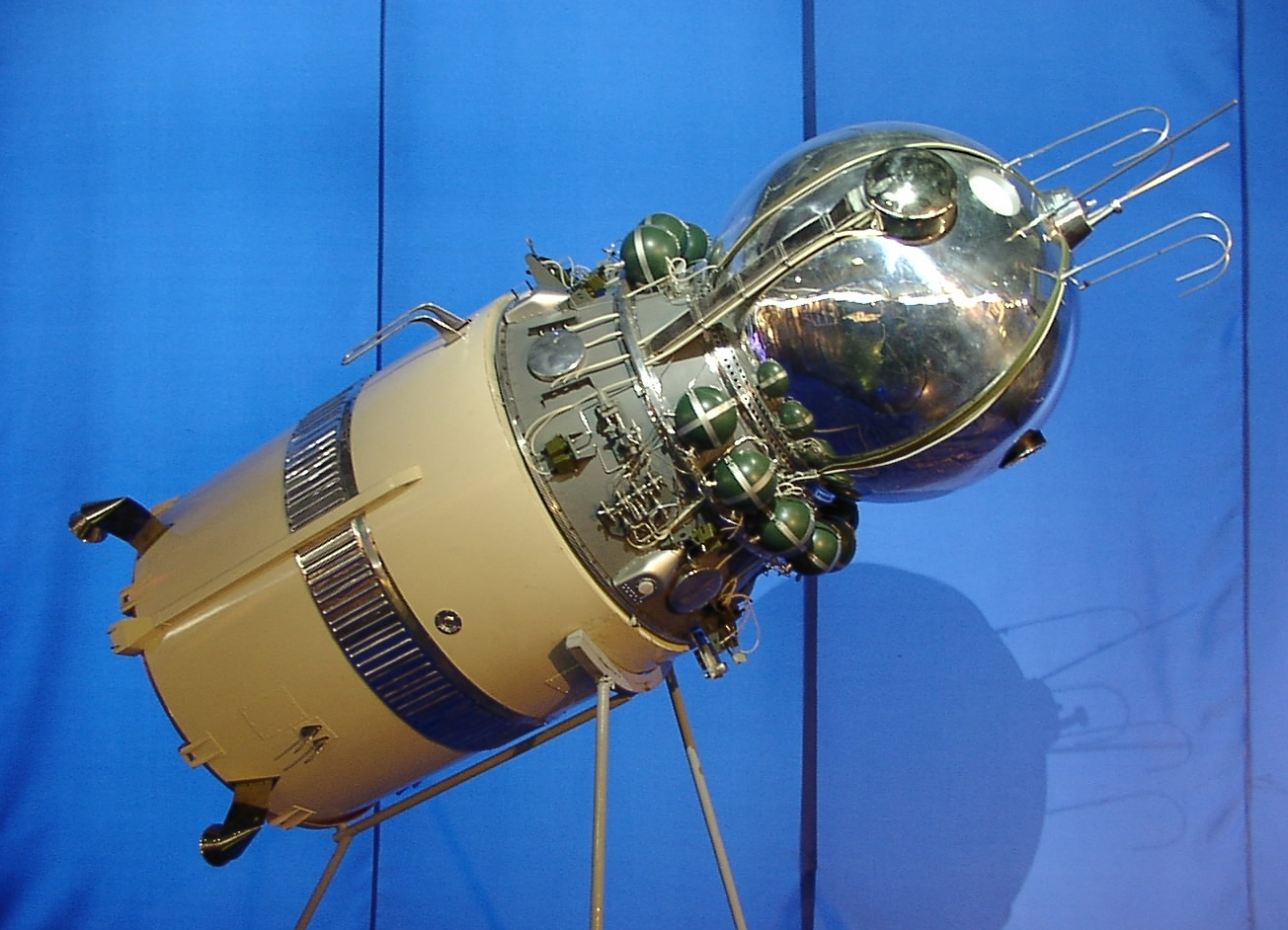
Vostok 1 – Primer orbitador de la Terra tripulat.

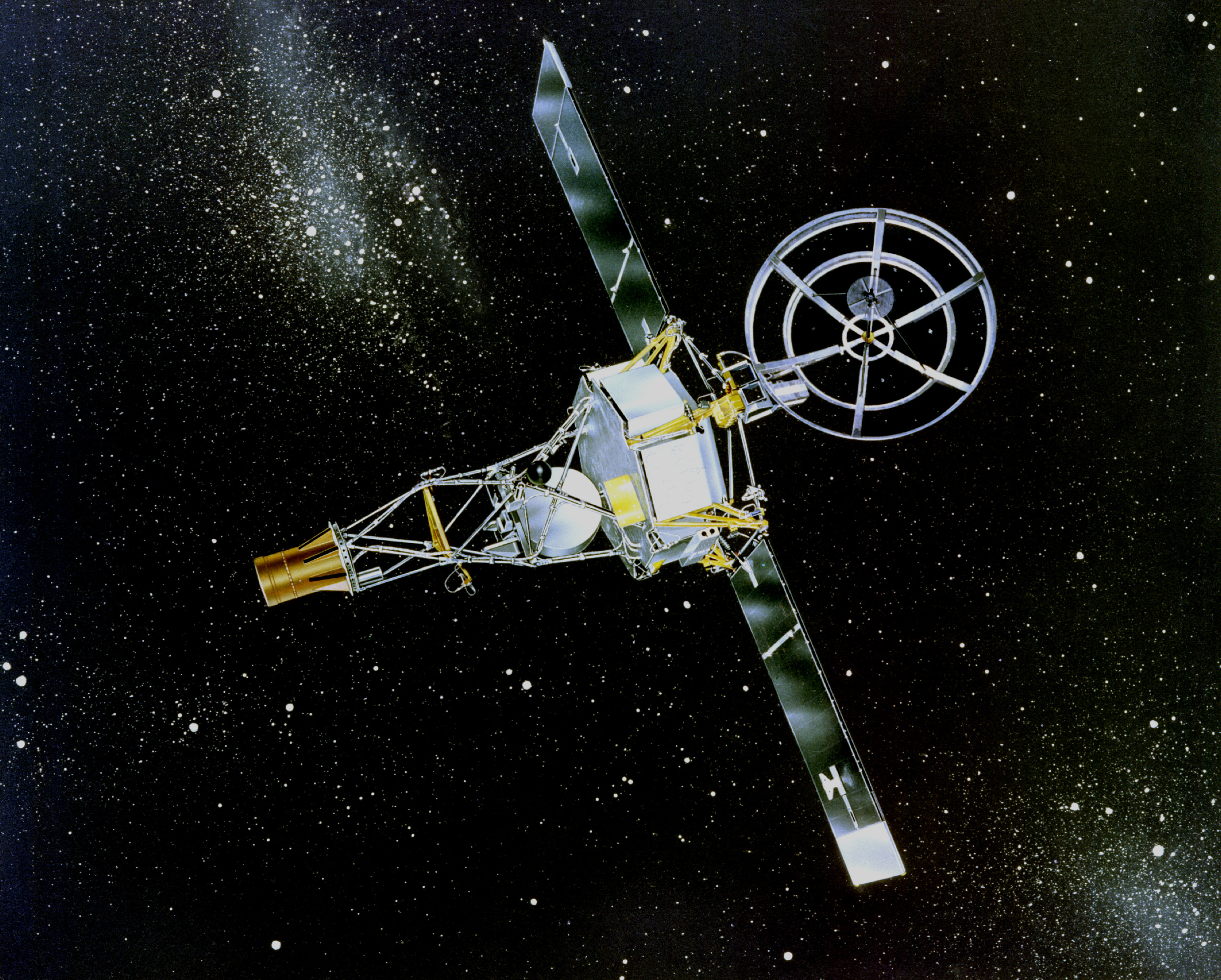
Mariner 2 – Primer sobrevol de Venus.

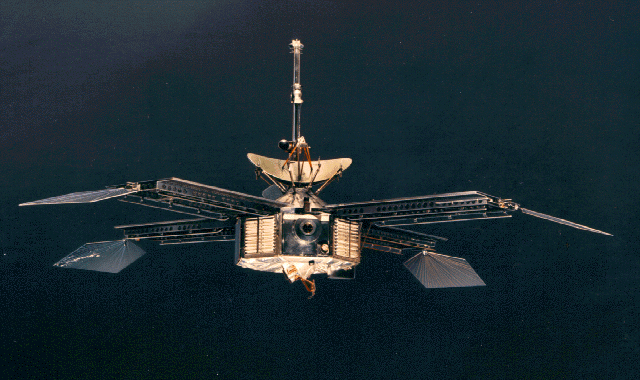
Mariner 4 – Primer sobrevol de Mart.

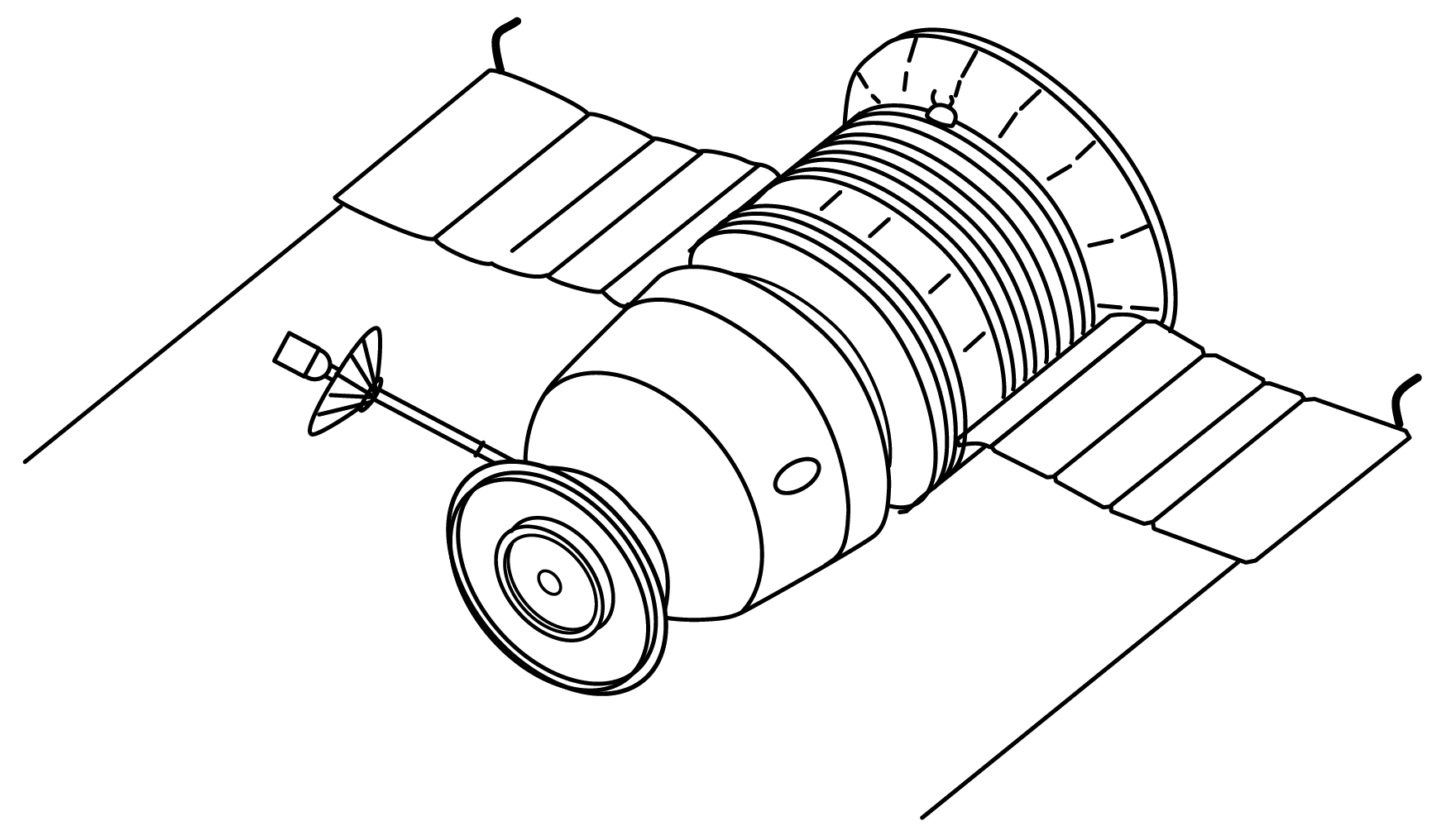
Zond 5 – Primer sobrevol lunar i retorn a la Terra.

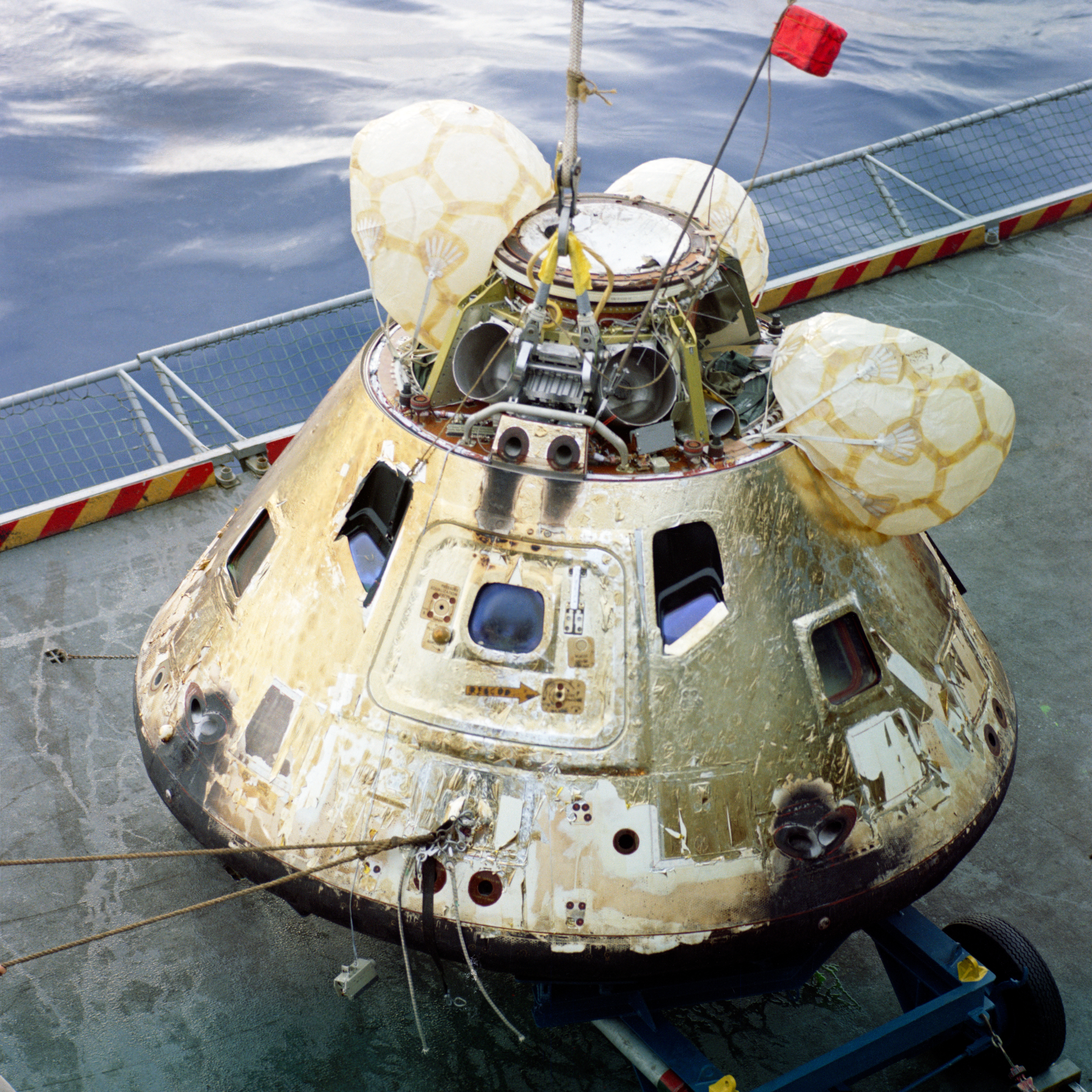
Apollo 8 - Primer orbitador lunar tripulat.

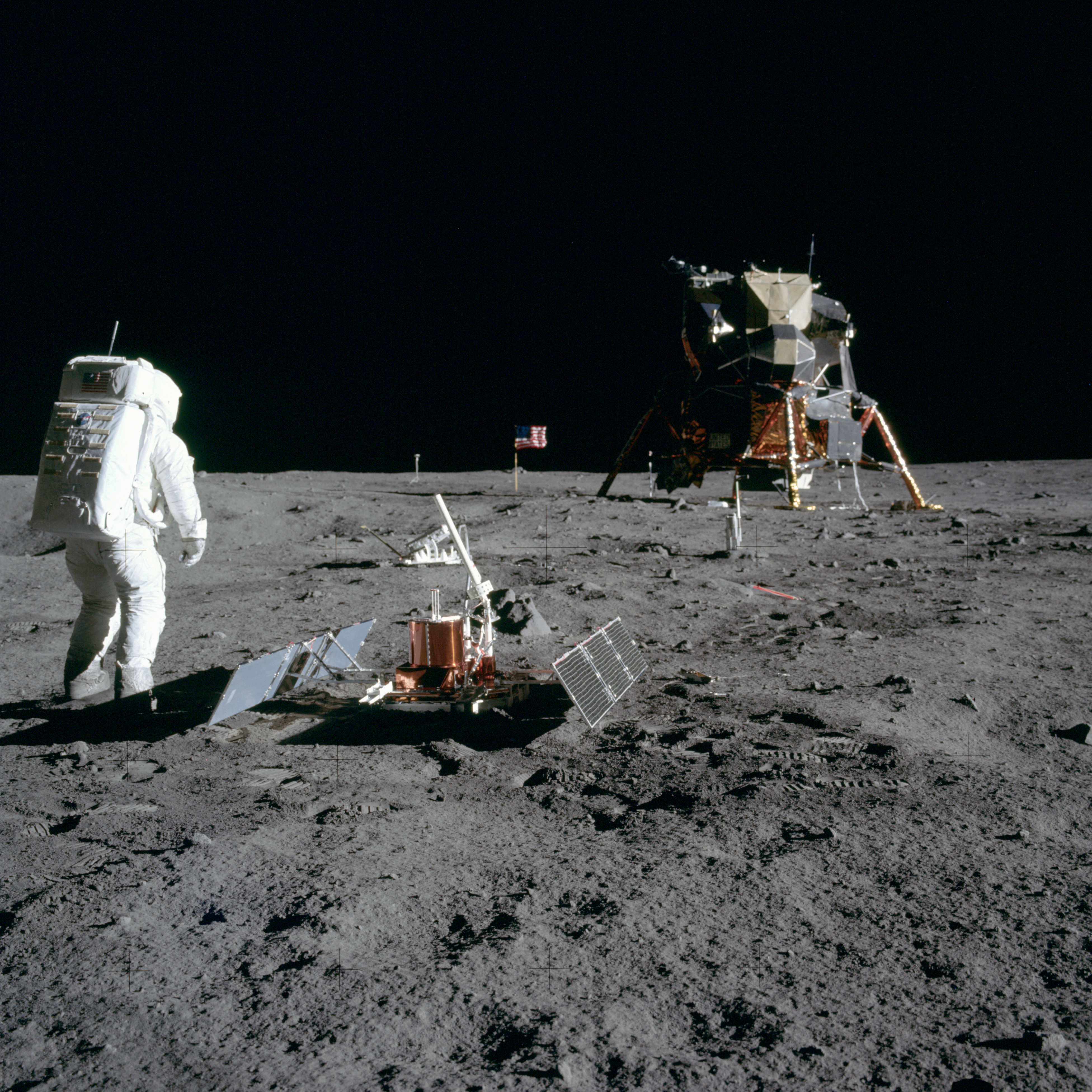
Apollo 11 – Primer allunatge tripulat.

| Nom de la missió             | Data de llançament     | Descripció | Ref(s)                                  |
| ---------------------------- | ---------------------- | --- | --------------------------------------- |
| Pioneer 5                    | 11 de març de 1960     | Investigacions de l'espai interplanetari | [ 15 ] [ 16 ]                           |
| Venera 1                     | 12 de febrer de 1961   | Primera sonda a un altre planeta; Sobrevol de Venus (contacte perdut abans del sobrevol)                                                                | [ 17 ] [ 18 ] [ 19 ]                    |
| Vostok 1                     | 12 d'abril de 1961     | Primer orbitador terrestre tripulat (Iuri Gagarin) | [ 20 ] [ 21 ]                           |
| Ranger 1                     | 23 d'agost de 1961     | Intent de vol de prova lunar (no va sortir de l'òrbita terrestre)                                                                                       | [ 22 ] [ 23 ] [ 24 ]                    |
| Ranger 2                     | 18 de novembre de 1961 | Intent de vol de prova lunar (no va sortir de l'òrbita terrestre)                                                                                       | [ 24 ] [ 25 ] [ 26 ]                    |
| Ranger 3                     | 26 de gener de 1962    | Intent d'impacte lunar (va fallar en arribar a la Lluna)                                                                                                | [ 24 ] [ 27 ] [ 28 ]                    |
| Ranger 4                     | 23 d'abril de 1962     | Impacte lunar (però sense voler es va convertir en la primera nau espacial que va colpejar la cara oculta lunar i no va retornar cap dada)              | [ 24 ] [ 29 ] [ 30 ] [ 31 ]             |
| Mariner 2                    | 27 d'agost de 1962     | Primera trobada planetària amb èxit, Primer sobrevol de Venus amb èxit                                                                                  | [ 32 ] [ 33 ] [ 34 ]                    |
| Ranger 5                     | 18 d'octubre de 1962   | Intent d'impacte lunar (Lluna perduda) | [ 24 ] [ 35 ] [ 36 ]                    |
| Mars 1                       | 1 de novembre de 1962  | Primera sonda a Mart: sobrevol (contacte perdut) | [ 37 ] [ 38 ]                           |
| Luna 4                       | 2 d'abril de 1963      | Intent d'aterratge lunar (Lluna perduda) | [ 39 ] [ 40 ]                           |
| Cosmos 21                    | 11 de novembre de 1963 | Intent d'un vol de prova del Venera? | [ 41 ]                                  |
| Ranger 6                     | 30 de gener de 1964    | Impacte lunar (les càmeres van fallar) | [ 42 ] [ 43 ]                           |
| Zond 1                       | 2 d'abril de 1964      | Sobrevol de Venus (contacte perdut) | [ 44 ] [ 45 ] [ 46 ]                    |
| Ranger 7                     | 28 de juliol de 1964   | Impacte lunar (èxit) | [ 47 ] [ 48 ] [ 49 ]                    |
| Voskhod 1                    | 12 d'octubre de 1964   | Primer orbitador amb tripulació de diversos membres | [ 50 ] [ 51 ]                           |
| Mariner 3                    | 5 de novembre de 1964  | Intent de sobrevol de Mart (no va aconseguir la trajectòria correcta)                                                                                   | [ 52 ] [ 53 ]                           |
| Mariner 4                    | 28 de novembre de 1964 | Primer sobrevol de Mart amb èxit | [ 54 ] [ 55 ]                           |
| Zond 2                       | 30 de novembre de 1964 | Sobrevol de Mart (contacte perdut) | [ 46 ] [ 56 ] [ 57 ]                    |
| Ranger 8                     | 17 de febrer de 1965   | Impacte lunar | [ 58 ] [ 59 ]                           |
| Voskhod 2                    | 18 de març de 1965     | Primera caminada espacial, d'Alexei Leonov | [ 51 ] [ 60 ]                           |
| Ranger 9                     | 21 de març de 1965     | Impacte lunar | [ 61 ] [ 62 ]                           |
| Lincoln Calibration Sphere 1 | 6 de maig de 1965      | La nau espacial més antiga encara en ús | [ 63 ]                                  |
| Luna 5                       | 9 de maig de 1965      | Impacte lunar (intent d'aterratge suau) | [ 64 ]                                  |
| Luna 6                       | 8 de juny de 1965      | Intent d'aterratge lunar (Lluna perduda) | [ 65 ]                                  |
| Zond 3                       | 18 de juliol de 1965   | Sobrevol lunar | [ 46 ] [ 66 ] [ 67 ]                    |
| Luna 7                       | 4 d'octubre de 1965    | Impacte lunar (intent d'aterratge suau) | [ 68 ]                                  |
| Venera 2                     | 12 de novembre de 1965 | Sobrevol de Venus (contacte perdut) | [ 69 ] [ 18 ]                           |
| Venera 3                     | 16 de novembre de 1965 | Mòdul de descens de Venus (contacte perdut) - Primera nau espacial en arribar a l'atmosfera i la superfície d'un altre planeta, Primer impacte de Venus | [ 70 ] [ 18 ]                           |
| Luna 8                       | 3 de desembre de 1965  | Impacte lunar (intent d'aterratge suau?) | [ 71 ]                                  |
| Pioneer 6                    | 16 de desembre de 1965 | Observacions de "meteorologia espacial". | [ 72 ] [ 73 ] [ 74 ] [ 75 ]             |
| Luna 9                       | 31 de gener de 1966    | Primer aterratge extraterrestre i aterratge lunar | [ 10 ] [ 76 ]                           |
| Luna 10                      | 31 de març de 1966     | Primer orbitador extraterrestre i primer orbitador lunar                                                                                                | [ 77 ]                                  |
| Surveyor 1                   | 30 de maig de 1966     | Aterratge lunar | [ 78 ] [ 79 ] [ 80 ]                    |
| Explorer 33                  | 1 de juliol de 1966    | Intent d'òrbita lunar (no va assolir l'òrbita lunar) | [ 81 ] [ 82 ]                           |
| Lunar Orbiter 1              | 10 d'agost de 1966     | Orbitador lunar | [ 83 ] [ 84 ] [ 85 ]                    |
| Pioneer 7                    | 17 d'agost de 1966     | Observacions de "meteorologia espacial" | [ 75 ] [ 86 ] [ 87 ]                    |
| Luna 11                      | 24 d'agost de 1966     | Orbitador lunar | [ 88 ]                                  |
| Surveyor 2                   | 20 de setembre de 1966 | Intent d'aterratge lunar (es va estavellar contra la Lluna)                                                                                             | [ 89 ] [ 90 ]                           |
| Luna 12                      | 22 d'octubre de 1966   | Orbitador lunar | [ 91 ]                                  |
| Lunar Orbiter 2              | 6 de novembre de 1966  | Orbitador lunar | [ 92 ] [ 93 ]                           |
| Luna 13                      | 21 de desembre de 1966 | Orbitador lunar | [ 94 ]                                  |
| Lunar Orbiter 3              | 5 de febrer de 1967    | Orbitador lunar | [ 95 ] [ 96 ]                           |
| Surveyor 3                   | 17 d'abril de 1967     | Aterratge lunar | [ 97 ] [ 98 ]                           |
| Lunar Orbiter 4              | 4 de maig de 1967      | Orbitador lunar | [ 99 ] [ 100 ]                          |
| Venera 4                     | 12 de juny de 1967     | Primera sonda atmosfèrica extraterrestre en funcionament (Venus)                                                                                        | [ 18 ] [ 101 ]                          |
| Mariner 5                    | 14 de juny de 1967     | Sobrevol de Venus | [ 102 ] [ 103 ]                         |
| Surveyor 4                   | 14 de juliol de 1967   | Intent d'aterratge lunar (es va estavellar contra la Lluna)                                                                                             | [ 104 ] [ 105 ]                         |
| Explorer 35 (IMP-E)          | 19 de juliol de 1967   | Orbitador lunar | [ 106 ]                                 |
| Lunar Orbiter 5              | 1 d'agost de 1967      | Orbitador lunar | [ 85 ] [ 107 ] [ 108 ]                  |
| Surveyor 5                   | 8 de setembre de 1967  | Aterratge lunar | [ 109 ] [ 110 ]                         |
| Surveyor 6                   | 7 de novembre de 1967  | Aterratge lunar, primer enlairament des d'un cos extraterrestre                                                                                         | [ 79 ] [ 111 ] [ 112 ]                  |
| Apollo 4                     | 9 de novembre de 1967  | Vol de prova del programa lunar a l'òrbita terrestre (sense tripulació)                                                                                 | [ 113 ]                                 |
| Pioneer 8                    | 13 de desembre de 1967 | Observacions de "meteorologia espacial" | [ 75 ] [ 114 ] [ 115 ]                  |
| Surveyor 7                   | 7 de gener de 1968     | Aterratge lunar | [ 116 ] [ 117 ]                         |
| Apollo 5                     | 22 de gener de 1968    | Vol de prova del programa lunar a l'òrbita terrestre (sense tripulació)                                                                                 | [ 118 ] [ 119 ]                         |
| Zond 4                       | 2 de març de 1968      | Vol de prova del programa lunar fora de l'òrbita terrestre (sense tripulació)                                                                           | [ 46 ] [ 120 ] [ 121 ] [ 122 ]          |
| Luna 14                      | 7 d'abril de 1968      | Orbitador lunar | [ 123 ]                                 |
| Zond 5                       | 14 de setembre de 1968 | Primer sobrevol lunar i retorn a la Terra, primeres formes de vida en envoltar la Lluna                                                                 | [ 46 ] [ 124 ] [ 125 ] [ 126 ] [ 127 ]  |
| Apollo 7                     | 11 d'octubre de 1968   | Vol de prova del programa lunar a l'òrbita terrestre (tripulat)                                                                                         | [ 128 ] [ 129 ]                         |
| Pioneer 9                    | 8 de novembre de 1968  | Observacions de "meteorologia espacial" | [ 75 ] [ 130 ] [ 131 ]                  |
| Zond 6                       | 10 de novembre de 1968 | Sobrevol lunar i tornada a la Terra | [ 46 ] [ 132 ] [ 133 ]                  |
| Apollo 8                     | 21 de desembre de 1968 | Primera nau espacial tripulada que va sortir de l'òrbita terrestre, primer orbitador lunar tripulat                                                     | [ 129 ] [ 134 ] [ 135 ]                 |
| Venera 5                     | 5 de gener de 1969     | Sonda atmosfèrica de Venus | [ 18 ] [ 136 ]                          |
| Venera 6                     | 10 de gener de 1969    | Sonda atmosfèrica de Venus | [ 18 ] [ 137 ]                          |
| Mariner 6                    | 25 de febrer de 1969   | Sobrevol de Mart | [ 138 ] [ 139 ]                         |
| Apollo 9                     | 3 de març de 1969      | Prova de vol del mòdul d'aterratge lunar tripulat (LEM) a l'òrbita terrestre                                                                            | [ 129 ] [ 140 ]                         |
| Mariner 7                    | 27 de març de 1969     | Sobrevol de Mart | [ 141 ] [ 142 ]                         |
| Apollo 10                    | 18 de maig de 1969     | Orbitador lunar tripulat | [ 129 ] [ 143 ] [ 144 ]                 |
| Luna 15                      | 13 de juliol de 1969   | Segon intent de retorn de mostres lunars | [ 145 ] [ 146 ]                         |
| Apollo 11                    | 16 de juliol de 1969   | Primer aterratge lunar tripulat i primera missió de retorn de mostres amb èxit                                                                          | [ 147 ] [ 148 ] [ 149 ] [ 150 ] [ 151 ] |
| Zond 7                       | 7 d'agost de 1969      | Sobrevol lunar i tornada a la Terra | [ 46 ] [ 152 ] [ 153 ]                  |
| Apollo 12                    | 14 de novembre de 1969 | Aterratge lunar tripulat | [ 154 ] [ 155 ] [ 156 ]                 |

## Dècada de 1970

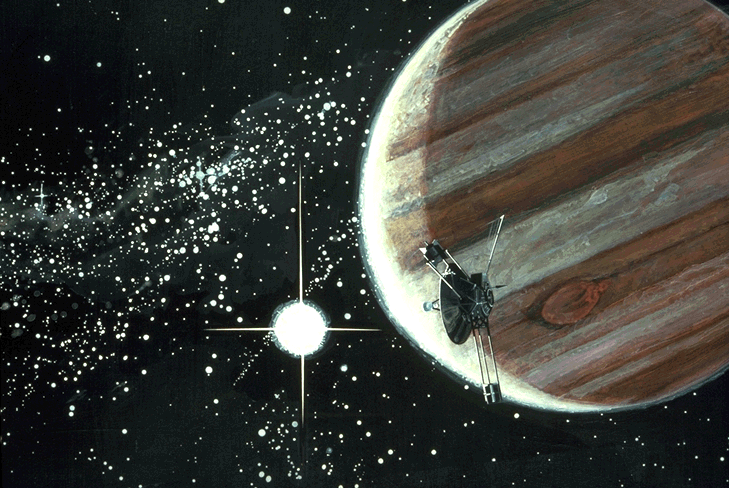
Pioneer 10 – Primer sobrevol de Júpiter

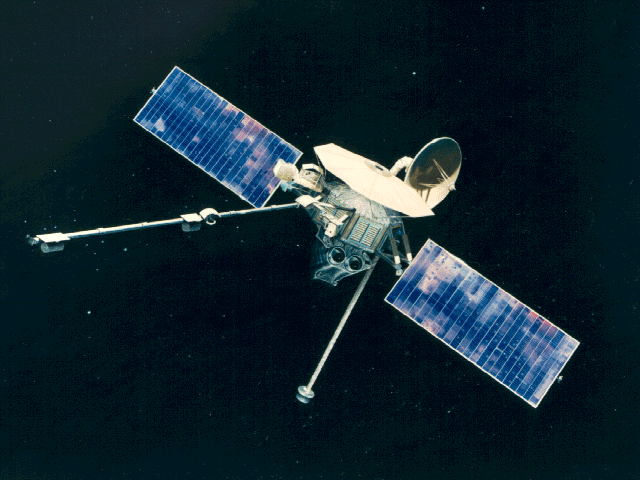
Mariner 10 – Primer sobrevol de Mercuri

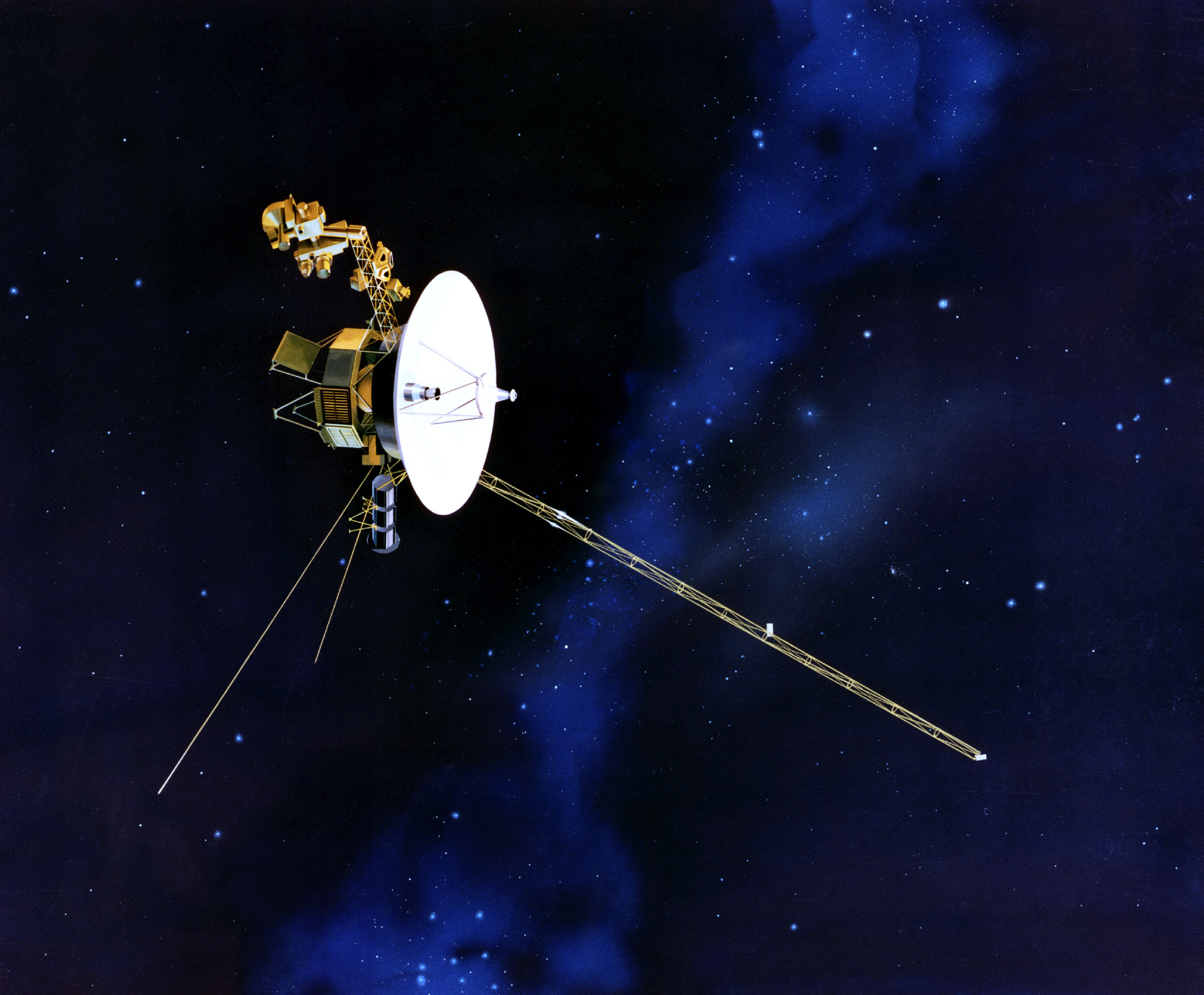
Voyager 2 – Primer sobrevol d'Urà i Neptú

| Nom de la missió    | Data de llançament     | Descripció | Ref(s)                                  |
| ------------------- | ---------------------- | --- | --------------------------------------- |
| Apollo 13           | 11 d'abril de 1970     | Sobrevol lunar tripulat i retorn a la Terra (aterratge lunar tripulat avortat). El més lluny de la Terra ha marxat un humà (401.056 km)                                                                                                  | [ 157 ] [ 158 ] [ 159 ] [ 160 ]         |
| Venera 7            | 17 d'agost de 1970     | Primer aterratge de Venus i la primera nau espacial a aterrar "suaument" en un altre planeta (amb algunes dades retornades de la superfície)                                                                                             | [ 18 ] [ 161 ] [ 162 ]                  |
| Luna 16             | 12 de setembre de 1970 | Primer retorn de mostres robòtic lunar | [ 10 ] [ 163 ]                          |
| Zond 8              | 20 d'octubre de 1970   | Sobrevol lunar i tornada a la Terra | [ 46 ] [ 164 ] [ 165 ]                  |
| Luna 17/Lunokhod 1  | 10 de novembre de 1970 | Primer rover controlat a distància | [ 10 ] [ 166 ]                          |
| Apollo 14           | 31 de gener de 1971    | Aterratge lunar tripulat | [ 167 ] [ 168 ] [ 169 ]                 |
| Saliut 1            | 19 d'abril de 1971     | Primera estació espacial | [ 170 ] [ 171 ]                         |
| Mars 2              | 19 de maig de 1971     | Primer impacte de Mart, orbitador de Mart i intent d'aterratge; Primer rover (Prop-M) enviat a un altre planeta (Mart) | [ 172 ] [ 173 ] [ 174 ] [ 175 ] [ 176 ] |
| Mars 3              | 28 de maig de 1971     | Orbitador de Mart, primer mòdul de descens de Mart (primera imatge presa de la superfície d'un altre planeta, encara que la imatge rebuda no mostrava res); Primer rover (Prop-M) a aterrar però no desplegat en un altre planeta (Mart) | [ 177 ] [ 178 ] [ 179 ] [ 180 ] [ 181 ] |
| Mariner 9           | 30 de maig de 1971     | El primer a orbitar un altre planeta (Mart) | [ 182 ] [ 183 ]                         |
| Apollo 15           | 26 de juliol de 1971   | Aterratge lunar tripulat; Primer rover lunar tripulat | [ 129 ] [ 184 ] [ 185 ] [ 186 ]         |
| Luna 18             | 2 de setembre de 1971  | Intent de retorn de mostres lunar (es va estavellar contra la Lluna) | [ 187 ] [ 188 ]                         |
| Luna 19             | 28 de setembre de 1971 | Orbitador lunar | [ 189 ]                                 |
| Luna 20             | 14 de febrer de 1972   | Retorn de mostra robòtica lunar | [ 190 ]                                 |
| Pioneer 10          | 3 de març de 1972      | Primer sobrevol de Júpiter | [ 191 ] [ 192 ] [ 74 ]                  |
| Venera 8            | 27 de març de 1972     | Aterratge de Venus | [ 18 ] [ 193 ] [ 194 ]                  |
| Apollo 16           | 16 d'abril de 1972     | Aterratge lunar tripulat | [ 195 ] [ 196 ] [ 197 ]                 |
| Apollo 17           | 7 de desembre de 1972  | Últim aterratge lunar tripulat | [ 198 ] [ 199 ] [ 200 ] [ 201 ]         |
| Luna 21/Lunokhod 2  | 8 de gener de 1973     | Rover lunar | [ 202 ]                                 |
| Pioneer 11          | 5 d'abril de 1973      | Sobrevol de Júpiter i Primer sobrevol de Saturn | [ 74 ] [ 203 ] [ 204 ]                  |
| Explorer 49 (RAE-B) | 10 de juny de 1973     | Orbitador lunar/radioastronomia | [ 205 ] [ 206 ]                         |
| Mars 4              | 21 de juliol de 1973   | Sobrevol de Mart (intent d'orbitar a Mart) | [ 207 ] [ 208 ]                         |
| Mars 5              | 25 de juliol de 1973   | Orbitador de Mart | [ 209 ] [ 210 ]                         |
| Mars 6              | 5 d'agost de 1973      | Sobrevol de Mart i intent d'aterratge (fallida a causa dels danys a l'aterratge a Mart) | [ 211 ] [ 212 ]                         |
| Mars 7              | 9 d'agost de 1973      | Sobrevol de Mart i intent d'aterratge (es va perdre el planeta) | [ 213 ] [ 214 ]                         |
| Mariner 10          | 3 de novembre de 1973  | Sobrevols lunars i de Venus a més del Primer sobrevol de Mercuri | [ 215 ] [ 216 ] [ 217 ] [ 218 ]         |
| Luna 22             | 29 de maig de 1974     | Orbitador lunar | [ 10 ] [ 219 ]                          |
| Luna 23             | 28 d'octubre de 1974   | Intent de retorn de la mostra lunar (fallida per danys a l'aterratge lunar) | [ 220 ]                                 |
| Helios-A            | 10 de desembre de 1974 | Observacions solars | [ 221 ] [ 222 ]                         |
| Venera 9            | 8 de juny de 1975      | Primer orbitador de Venus i aterratge; Primeres imatges reeixides de la superfície d'un altre planeta (Venus) | [ 18 ] [ 223 ] [ 224 ] [ 225 ]          |
| Venera 10           | 14 de juny de 1975     | Orbitador i aterratge de Venus | [ 18 ] [ 226 ] [ 227 ] [ 228 ]          |
| Viking 1            | 20 d'agost de 1975     | Orbitador i aterratge de Mart; Primeres imatges clares de la superfície marciana | [ 229 ] [ 230 ] [ 231 ] [ 232 ]         |
| Viking 2            | 9 de setembre de 1975  | Orbitador i aterratge de Mart | [ 232 ] [ 233 ] [ 234 ] [ 235 ]         |
| Helios-B            | 15 de gener de 1976    | Observacions solars | [ 236 ] [ 237 ]                         |
| Luna 24             | 9 d'agost de 1976      | Retorn de mostres lunars robòtic | [ 10 ] [ 238 ]                          |
| Voyager 2           | 20 d'agost de 1977     | Sobrevol de Júpiter/Saturn/primer d'Urà/primer de Neptú | [ 239 ] [ 240 ] [ 241 ]                 |
| Voyager 1           | 5 de setembre de 1977  | Sobrevol de Júpiter/Saturn, el primer a sortir de l'heliosfera | [ 241 ] [ 242 ] [ 243 ]                 |
| Pioneer Venus 1     | 20 de maig de 1978     | Orbitador de Venus | [ 244 ] [ 245 ]                         |
| Pioneer Venus 2     | 8 d'agost de 1978      | Sondes atmosfèriques de Venus | [ 246 ] [ 247 ]                         |
| ISEE-3              | 12 d'agost de 1978     | Investigacions de vent solar; més tard es va redesignar com a International Cometary Explorer i va realitzar els sobrevols del Cometa Giacobini-Zinner i el Cometa Halley - Primer sobrevol de cometa                                    | [ 248 ] [ 249 ] [ 250 ]                 |
| Venera 11           | 9 de setembre de 1978  | Sobrevol i aterratge de Venus | [ 18 ] [ 251 ] [ 252 ] [ 253 ]          |
| Venera 12           | 14 de setembre de 1978 | Sobrevol i aterratge de Venus | [ 18 ] [ 254 ] [ 255 ] [ 256 ]          |

## Dècada de 1980
| Nom de la missió  | Data de llançament     | Descripció | Ref(s)                                  |
| ----------------- | ---------------------- | --- | --------------------------------------- |
| Venera 13         | 30 d'octubre de 1981   | Sobrevol i aterratge de Venus. Primer enregistrament de so en un altre planeta.                                                                                               | [ 18 ] [ 257 ] [ 258 ] [ 259 ]          |
| Venera 14         | 4 de novembre de 1981  | Sobrevol i aterratge de Venus. | [ 18 ] [ 260 ] [ 261 ] [ 262 ]          |
| Venera 15         | 2 de juny de 1983      | Orbitador de Venus | [ 18 ] [ 263 ] [ 264 ]                  |
| Venera 16         | 7 de juny de 1983      | Orbitador de Venus | [ 18 ] [ 265 ] [ 266 ]                  |
| Vega 1            | 15 de desembre de 1984 | Sobrevol, aterratge i primera aeronau de Venus (globus aeròstat); va continuar cap al sobrevol del cometa Halley                                                              | [ 267 ] [ 268 ] [ 269 ] [ 270 ] [ 271 ] |
| Vega 2            | 21 de desembre de 1984 | Sobrevol, aterratge i globus de Venus; va continuar amb al sobrevol del cometa Halley                                                                                         | [ 271 ] [ 272 ] [ 273 ] [ 274 ] [ 275 ] |
| Sakigake          | 8 de gener de 1985     | Sobrevol del cometa Halley | [ 276 ] [ 277 ]                         |
| Giotto            | 2 de juliol de 1985    | Primera observació propera del cometa (distància 596 quilòmetres), sobrevol del cometa Halley                                                                                 | [ 278 ] [ 279 ] [ 280 ]                 |
| Suisei (Planet-A) | 18 d'agost de 1985     | Sobrevol del cometa Halley | [ 281 ] [ 282 ]                         |
| Mir               | 19 de febrer de 1986   | Primera estació espacial modular (operativa en 1986–2000; mòdul final afegit el 1996)                                                                                         | [ 283 ] [ 284 ] [ 285 ]                 |
| Phobos 1          | 7 de juliol de 1988    | Intent d'orbitador de Mart/aterratge Phobos (contacte perdut) | [ 286 ] [ 287 ]                         |
| Phobos 2          | 12 de juliol de 1988   | Orbitador de Mart/intent d'aterratge de Fobos (contacte perdut) | [ 288 ] [ 289 ]                         |
| Magellan          | 4 de maig de 1989      | Orbitador de Venus | [ 290 ] [ 291 ]                         |
| Galileo           | 18 d'octubre de 1989   | Sobrevol de Venus, primer sobrevol d'asteroide (Gaspra), primer descobriment de satèl·lit asteroidal (Dàctil), primer orbitador Júpiter, primera sonda atmosfèrica de Júpiter | [ 292 ] [ 293 ] [ 294 ] [ 295 ]         |

## Dècada de 1990

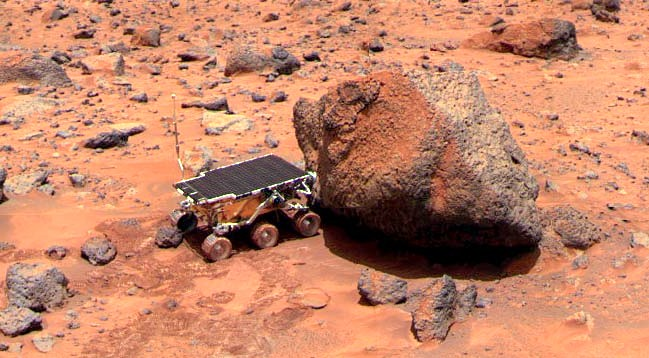
Mars Pathfinder – Aterratge a Mart i primer astromòbil robòtic a Mart

| Nom de la missió                     | Data de llançament     | Descripció | Ref(s)                                  |
| ------------------------------------ | ---------------------- | --- | --------------------------------------- |
| Hiten (MUSES-A)                      | 24 de gener de 1990    | Sobrevol lunar i òrbita | [ 296 ] [ 297 ]                         |
| Telescopi Espacial Hubble            | 24 d'abril de 1990     | Telescopi espacial orbital (operatiu des de 1990)                                                                           | [ 298 ] [ 299 ] [ 300 ]                 |
| Ulysses                              | 6 d'octubre de 1990    | Orbitador solar polar | [ 301 ] [ 302 ] [ 303 ]                 |
| Yohkoh (Solar-A)                     | 30 d'agost de 1991     | Observacions solars (1991–2001)                                                                                             | [ 304 ] [ 305 ]                         |
| Mars Observer                        | 25 de setembre de 1992 | Intent d'orbitador de Mart (contacte perdut)                                                                                | [ 306 ] [ 307 ]                         |
| Clementine                           | 25 de gener de 1994    | Orbitador lunar/intent de sobrevol d'asteroides (contacte perdut)                                                           | [ 308 ] [ 309 ] [ 310 ]                 |
| WIND                                 | 1 de novembre de 1994  | Observacions del vent solar                                                                                                 | [ 311 ] [ 312 ]                         |
| SOHO                                 | 2 de desembre de 1995  | Observatori solar (operatiu des de 1996)                                                                                    | [ 313 ] [ 314 ] [ 315 ]                 |
| NEAR Shoemaker                       | 17 de febrer de 1996   | Orbitador d'Eros, primer sobrevol d'asteroide proper de la Terra, primera òrbita d'asteroide i primer aterratge d'asteroide | [ 316 ] [ 317 ] [ 318 ]                 |
| Mars Global Surveyor                 | 7 de novembre de 1996  | Orbitador de Mart | [ 319 ] [ 320 ]                         |
| Mars 96                              | 16 de novembre de 1996 | Intent d'orbitador/aterratge de Mart (no s'ha pogut escapar de l'òrbita terrestre)                                          | [ 321 ] [ 322 ]                         |
| Mars Pathfinder                      | 4 de desembre de 1996  | Aterratge de Mart i primer rover planetari amb èxit                                                                         | [ 323 ] [ 324 ] [ 325 ]                 |
| ACE                                  | 25 d'agost de 1997     | Observacions de vent solar i "meteorologia espacial" (operatives des de 1998)                                               | [ 326 ] [ 327 ]                         |
| Cassini–Huygens                      | 15 d'octubre de 1997   | Primer orbitador de Saturn i primer aterratge lunar en planeta exterior (a Tità)                                            | [ 328 ] [ 329 ] [ 330 ] [ 331 ] [ 332 ] |
| Lunar Prospector                     | 7 de gener de 1998     | Orbitador lunar | [ 333 ] [ 334 ]                         |
| Nozomi (Planet-B)                    | 3 de juliol de 1998    | Intent d'òrbita de Mart (no va entrar en l'òrbita de Mart)                                                                  | [ 335 ] [ 336 ]                         |
| Deep Space 1 (DS1)                   | 24 d'octubre de 1998   | Sobrevol d'asteroide i cometa                                                                                               | [ 337 ] [ 338 ]                         |
| EEI                                  | 20 de novembre de 1998 | Estació Espacial Internacional                                                                                              | [ 339 ] [ 340 ]                         |
| Mars Climate Orbiter                 | 11 de desembre de 1998 | Intent d'òrbita de Mart (la inserció de l'òrbita va fallar; va entrar a l'atmosfera i es va destruir)                       | [ 341 ] [ 342 ]                         |
| Mars Polar Lander/Deep Space 2 (DS2) | 3 de gener de 1999     | Intent d'aterratge/penetradors de Mart (contacte perdut)                                                                    | [ 343 ] [ 344 ] [ 345 ]                 |
| Stardust                             | 7 de febrer de 1999    | El primer retorn de mostres de la coma d'un cometa (retornat el 15 de gener de 2006)                                        | [ 346 ] [ 347 ] [ 348 ]                 |

## Dècada de 2000

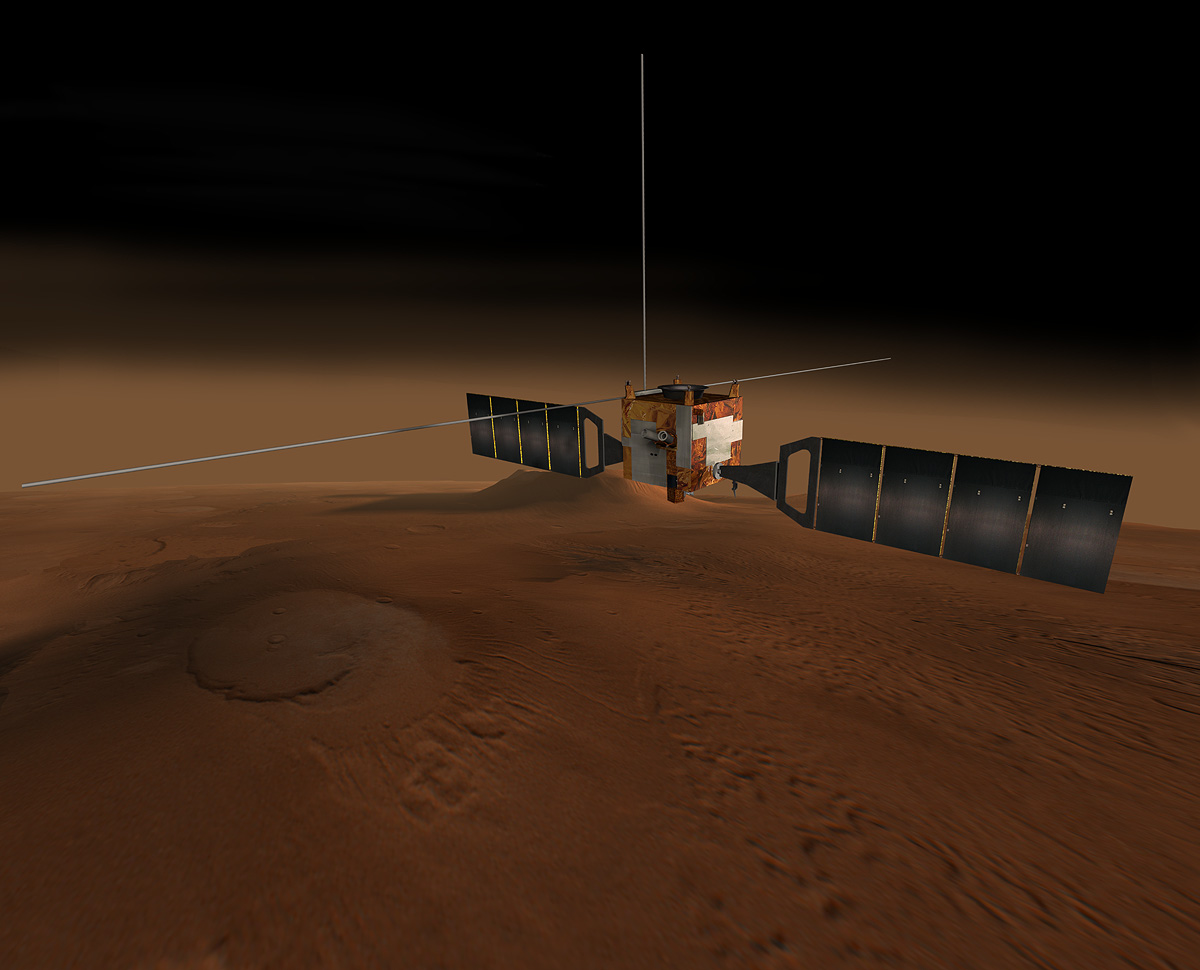
Mars Express/Beagle 2 – La primera missió planetària de l'ESA

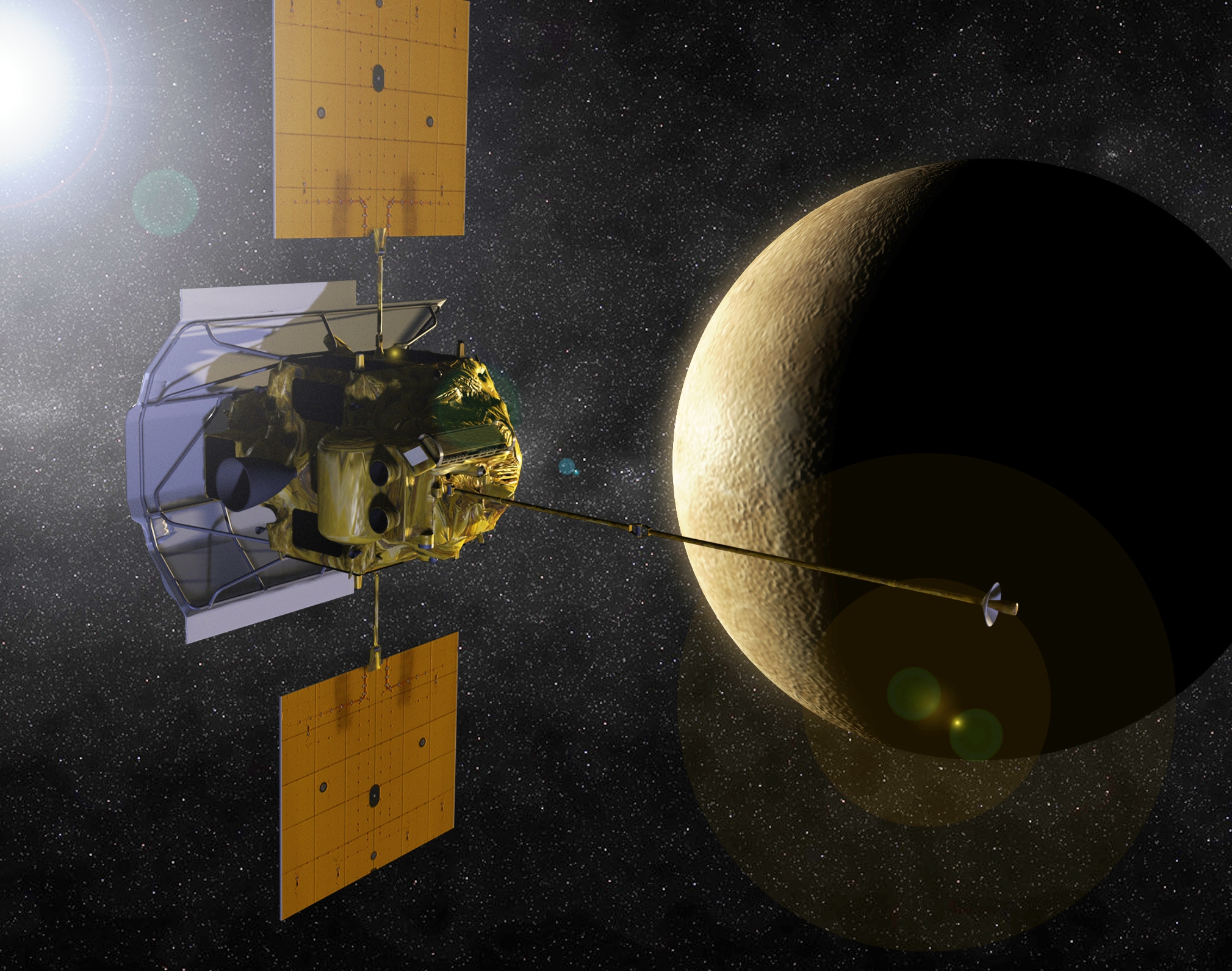
MESSENGER – El primer orbitador de Mercuri

| Nom de la missió                    | Data de llançament     | Descripció | Ref(s)                          |
| ----------------------------------- | ---------------------- | --- | ------------------------------- |
| 2001 Mars Odyssey                   | 7 d'abril de 2001      | Orbitador de Mart | [ 349 ] [ 350 ]                 |
| Genesis                             | 8 d'agost de 2001      | Primer retorn de mostres de vent solar | [ 351 ] [ 352 ] [ 353 ] [ 354 ] |
| CONTOUR                             | 3 de juliol de 2002    | Intent de sobrevol de nuclis de cometes (Encke, Schwassmann-Wachmann-3, i opcionalment un tercer; perdut a l'espai)                                 | [ 355 ] [ 356 ]                 |
| Hayabusa (MUSES-C)                  | 9 de maig de 2003      | Aterratge d'asteroide i primera mostra que retorna d'un asteroide                                                                                   | [ 357 ] [ 358 ] [ 359 ]         |
| Mars Express/Beagle 2               | 2 de juny de 2003      | Orbitador de Mart/intent d'aterratge (va fallar en l'aterratge)                                                                                     | [ 360 ] [ 361 ] [ 362 ] [ 363 ] |
| Mars Exploration Rover Spirit       | 10 de juny de 2003     | Mars rover | [ 364 ] [ 365 ]                 |
| Mars Exploration Rover Opportunity  | 8 de juliol de 2003    | Rover de Mart | [ 366 ] [ 367 ]                 |
| SMART-1                             | 27 de setembre de 2003 | Orbitador lunar | [ 368 ] [ 369 ]                 |
| Rosetta/Philae                      | 2 de març de 2004      | Sobrevols de l'asteroide Šteins i Lutetia; primer orbitador i aterratge de cometa (aterrat el novembre de 2014)                                     | [ 370 ] [ 371 ] [ 372 ] [ 373 ] |
| MESSENGER                           | 3 d'agost de 2004      | Primer orbitador de Mercuri (l'òrbita va ser assolida el 18 de març de 2011)                                                                        | [ 374 ] [ 375 ] [ 376 ]         |
| Deep Impact                         | 12 de gener de 2005    | Sobrevol de cometa i impacte | [ 377 ] [ 378 ] [ 379 ] [ 380 ] |
| Mars Reconnaissance Orbiter         | 12 d'agost de 2005     | Orbitador de Mart | [ 381 ] [ 382 ]                 |
| Venus Express                       | 9 de novembre de 2005  | Orbitador polar de Venus | [ 383 ] [ 384 ]                 |
| New Horizons                        | 19 de gener de 2006    | Primer sobrevol de Plutó/Caront (el 14 de juliol de 2015); va continuar fins fer el sobrevol de 486958 Arrokoth (l'1 de gener de 2019)              | [ 385 ] [ 386 ] [ 387 ] [ 388 ] |
| Hinode (Solar-B)                    | 22 de setembre de 2006 | Orbitador solar | [ 389 ] [ 390 ]                 |
| STEREO                              | 26 d'octubre de 2006   | Dues naus espacials, òrbites solars | [ 391 ] [ 392 ] [ 393 ]         |
| Phoenix                             | 4 d'agost de 2007      | Aterratge polar de Mart (aterratge a Mart el 25 de maig de 2008)                                                                                    | [ 394 ] [ 395 ]                 |
| SELENE (Kaguya)                     | 14 de setembre de 2007 | Orbitadors lunars | [ 396 ] [ 397 ] [ 398 ] [ 399 ] |
| Dawn                                | 27 de setembre de 2007 | Orbitador de l'asteroide Ceres i Vesta (va entrar en òrbita al voltant de Vesta el 16 de juliol de 2011 i al voltant de Ceres el 6 de març de 2015) | [ 400 ] [ 401 ] [ 402 ]         |
| Chang'e 1                           | 24 d'octubre de 2007   | Orbitador lunar | [ 403 ] [ 404 ] [ 405 ]         |
| Chandrayaan-1                       | 22 d'octubre de 2008   | Orbitador lunar i impactador; va descobrir aigua a la Lluna                                                                                         | [ 406 ] [ 407 ] [ 408 ]         |
| Telescopi Espacial Herschel         | 14 de maig de 2009     | Telescopi espacial infraroig al punt Lagrange L2 Sol-Terra                                                                                          | [ 409 ] [ 410 ]                 |
| Lunar Reconnaissance Orbiter/LCROSS | 18 de juny de 2009     | Orbitador lunar polar i impactador lunar | [ 411 ] [ 412 ] [ 413 ] [ 414 ] |
| WISE (NEOWISE)                      | 14 de desembre de 2009 | Escaneig infraroig del cel celeste (missió WISE); escaneig posterior d'objectes propers a la Terra (missió NEOWISE)                                 | [ 415 ] [ 416 ] [ 417 ]         |

## Dècada de 2010

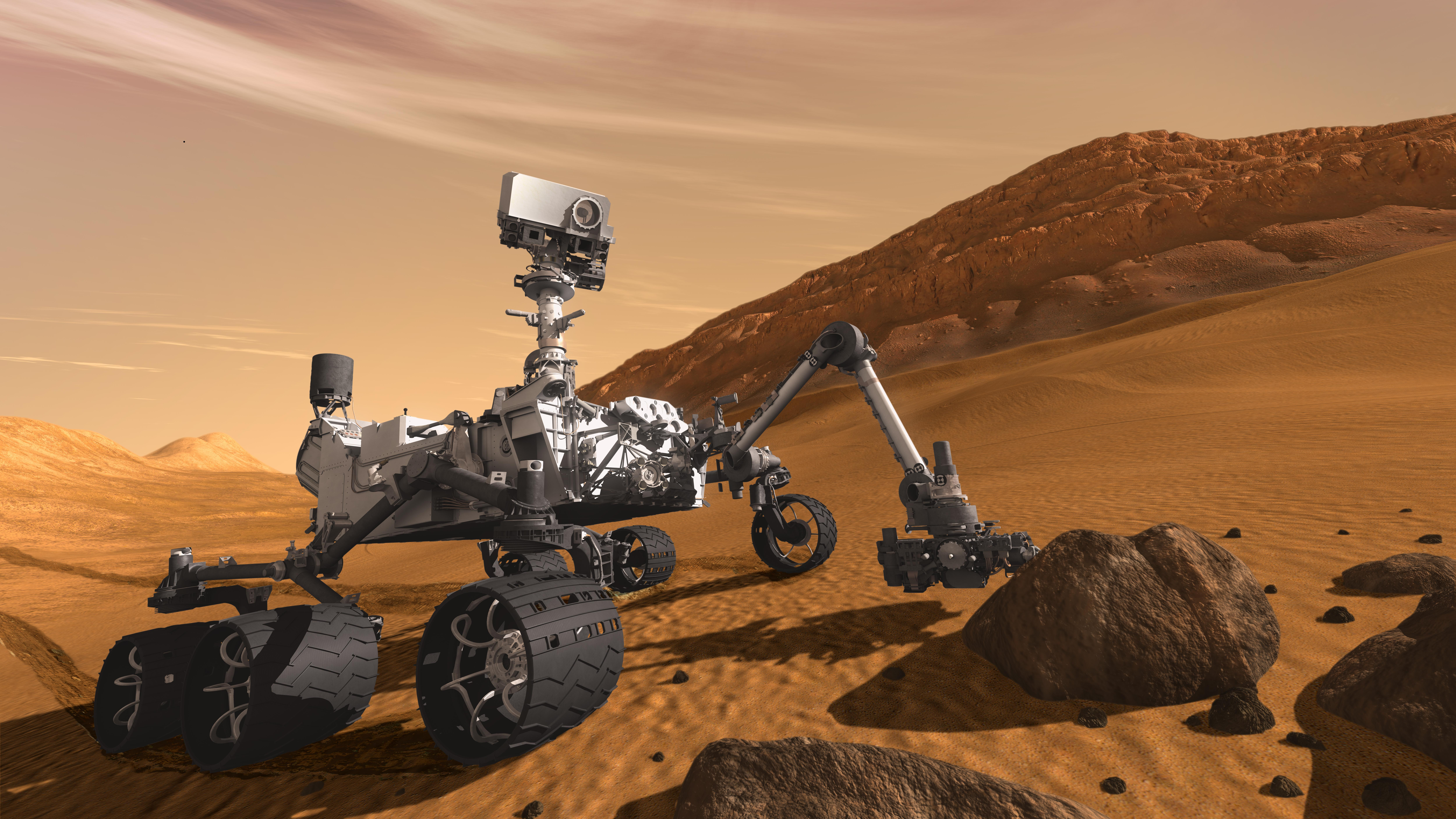
Mars Science Laboratory – Mòdul de descens a Mart i gran astromòbil robòtic

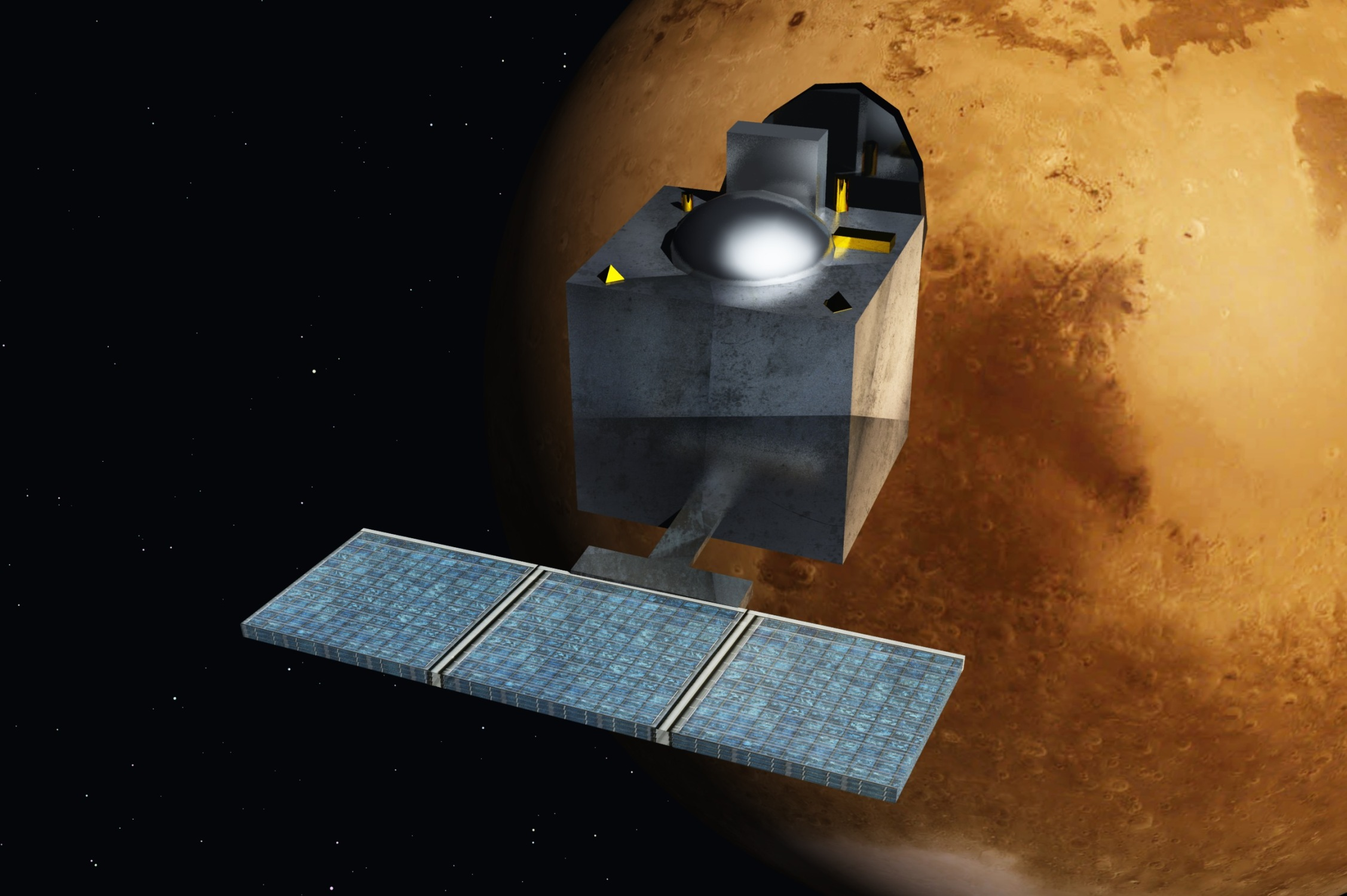
Mangalyaan – Primer orbitador marcià indi

| Nom de la missió                          | Data de llançament     | Descripció | Ref(s)                          |
| ----------------------------------------- | ---------------------- | --- | ------------------------------- |
| Solar Dynamics Observatory                | 11 de febrer de 2010   | Vigilància solar contínua | [ 418 ] [ 419 ]                 |
| Akatsuki (Planet-C)                       | 20 de maig de 2010     | Orbitador de Venus (la inserció de l'òrbita va fallar el 2010 / inserció de l'òrbita amb èxit el 7 de desembre de 2015)       | [ 420 ] [ 421 ] [ 422 ]         |
| PICARD                                    | 15 de juny de 2010     | Vigilància solar | [ 423 ] [ 424 ]                 |
| Chang'e 2                                 | 1 d'octubre de 2010    | Orbitador lunar, sobrevol de l'asteroide 4179 Toutatis                                                                        | [ 405 ] [ 425 ] [ 426 ]         |
| Juno                                      | 5 d'agost de 2011      | Orbitador de Júpiter | [ 427 ] [ 428 ]                 |
| GRAIL                                     | 10 de setembre de 2011 | Dues naus espacials, òrbites lunars                                                                                           | [ 429 ] [ 430 ] [ 431 ]         |
| Fobos-Grunt i Yinghuo-1                   | 8 de novembre de 2011  | Intent de retorn de mostres de Fobos i orbitador de Mart, respectivament; tots dos no van poder escapar de l'òrbita terrestre | [ 432 ] [ 433 ]                 |
| Mars Science Laboratory (rover Curiosity) | 26 de novembre de 2011 | Rover de Mart (aterrat el 6 d'agost de 2012)                                                                                  | [ 434 ] [ 435 ]                 |
| Van Allen Probes (RBSP)                   | 30 d'agost de 2012     | Estudi dels cinturons de radiació de Van Allen de la Terra                                                                    | [ 436 ] [ 437 ] [ 438 ]         |
| IRIS                                      | 28 de juny de 2013     | Observacions solars | [ 439 ]                         |
| LADEE                                     | 7 de setembre de 2013  | Orbitador lunar | [ 440 ] [ 441 ]                 |
| Hisaki                                    | 14 de setembre de 2013 | Observatori d'atmosfera planetària                                                                                            | [ 442 ]                         |
| Mars Orbiter Mission (Mangalyaan)         | 5 de novembre de 2013  | Orbitador de Mart | [ 443 ] [ 444 ] [ 445 ]         |
| MAVEN                                     | 18 de novembre de 2013 | Orbitador de Mart | [ 446 ] [ 447 ]                 |
| Chang'e 3                                 | 1 de desembre de 2013  | Aterratge lunar i rover (primer aterratge des de la Luna 24 soviètica el 1976)                                                | [ 405 ] [ 448 ] [ 449 ] [ 450 ] |
| Chang'e 5-T1                              | 23 d'octubre de 2014   | Missió circumlunar i reentrada a la Terra; demostració de tecnologia per preparar-se per a la missió Chang'e 5.               | [ 451 ]                         |
| Hayabusa2 / MASCOT                        | 3 de desembre de 2014  | Aterratge d'asteroides i retorn de mostrs (les mostres van ser retornades el 5 de desembre de 2020), primer rover d'asteroide | [ 359 ] [ 452 ] [ 453 ]         |
| PROCYON                                   | 3 de desembre de 2014  | Observador de cometes i intent de sobrevol d'asteroides (va fallar el motor)                                                  | [ 454 ]                         |
| DSCOVR                                    | 11 de febrer de 2015   | Observació solar | [ 455 ] [ 456 ]                 |
| ExoMars Trace Gas Orbiter i mòdul EDM     | 14 de març de 2016     | Orbitador de Mart i intent d'aterratge (va fallar de l'aterratge)                                                             | [ 457 ] [ 458 ]                 |
| OSIRIS-REx                                | 8 de setembre de 2016  | Missió de retorn de mostres d'asteroide (la mostra va ser retornada el 24 de setembre de 2023)                                | [ 459 ] [ 460 ]                 |
| InSight                                   | 5 de maig de 2018      | Aterratge de Mart | [ 461 ] [ 462 ]                 |
| Queqiao                                   | 20 de maig de 2018     | Satèl·lit de retransmissió per a Chang'e 4 a l'òrbita d'halo al voltant del Punt de Lagrange L2 Terra-Lluna                   | [ 463 ]                         |
| Sonda solar Parker                        | 12 d'agost de 2018     | Sonda de la corona solar, aproximació solar més propera (0.04 AU)                                                             | [ 464 ] [ 465 ]                 |
| BepiColombo                               | 19 d'octubre de 2018   | Dos orbitadors de Mercuri (inserció en òrbita prevista el desembre de 2025)                                                   | [ 466 ] [ 467 ]                 |
| Chang'e 4                                 | 7 de desembre de 2018  | Aterratge lunar i rover, primer aterratge a la cara oculta lunar                                                              | [ 405 ] [ 468 ] [ 469 ]         |
| Beresheet                                 | 22 de febrer de 2019   | Intent d'aterratge lunar (es va estavellar contra la Lluna)                                                                   | [ 470 ] [ 471 ]                 |
| Chandrayaan-2                             | 22 de juliol de 2019   | Orbitador lunar; intent d'aterratge i rover (contacte perdut durant l'etapa final de descens)                                 | [ 472 ] [ 473 ]                 |

## Dècada de 2020

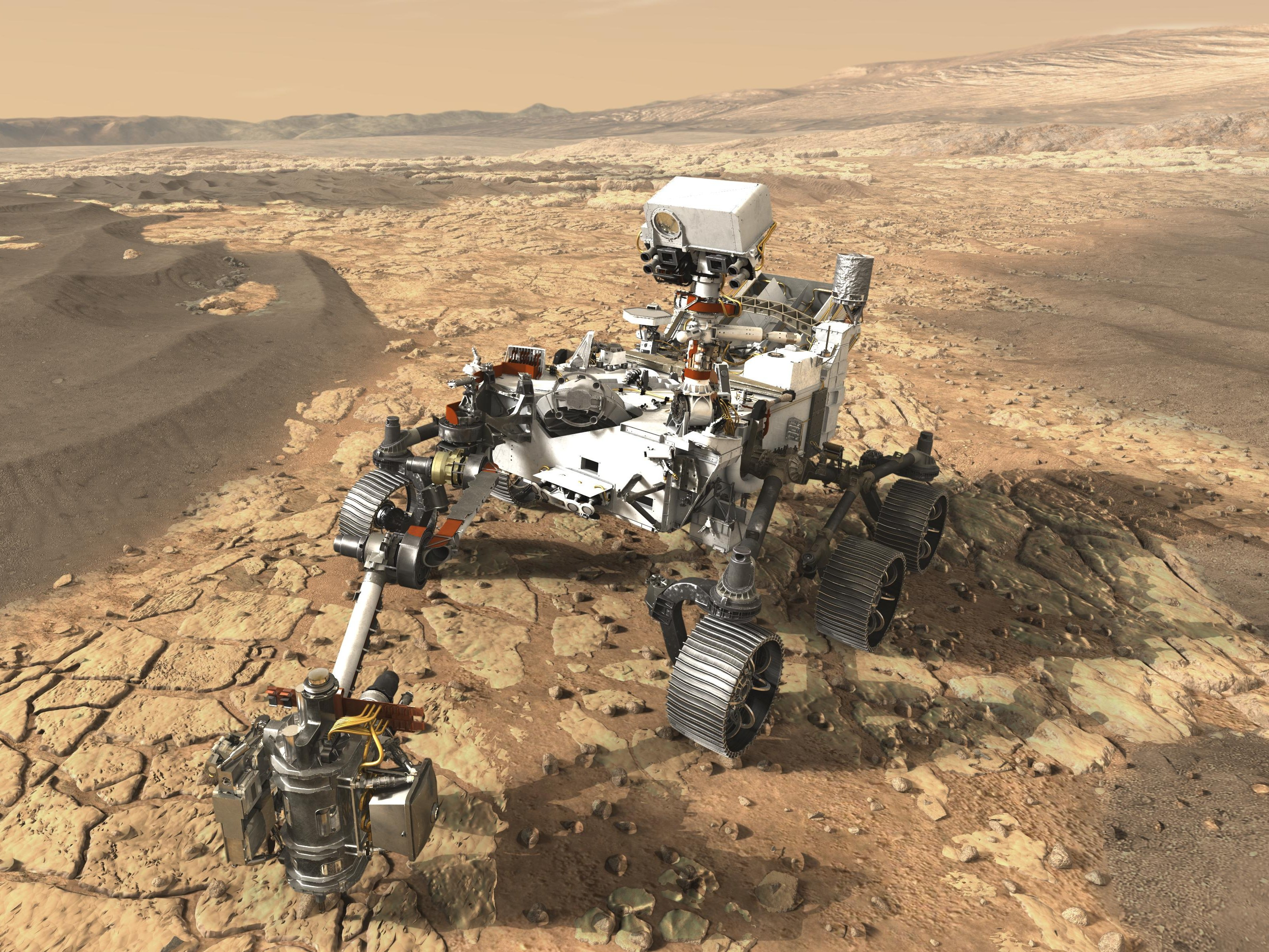
Astromòbil Perseverance de la NASA.

| Nom de la missió                                               | Data de llançament     | Descripció | Ref(s)                  |
| -------------------------------------------------------------- | ---------------------- | --- | ----------------------- |
| Solar Orbiter                                                  | 10 de febrer de 2020   | Satèl·lit d'observació del sol | [ 474 ] [ 475 ] [ 476 ] |
| Mars Hope                                                      | 19 de juliol de 2020   | Orbitador de Mart | [ 477 ]                 |
| Tianwen-1 (rover Zhurong)                                      | 23 de juliol de 2020   | Orbitador, aterratge i rover de Mart | [ 478 ]                 |
| Mars 2020 (rover Perseverance i helicòpter Ingenuity)          | 30 de juliol de 2020   | Rover de Mart i helicòpter dron; Primer vol motoritzat en un altre planeta | [ 479 ] [ 480 ] [ 481 ] |
| Chang'e 5                                                      | 23 de novembre de 2020 | Retorn de mostres lunar | [ 405 ] [ 482 ]         |
| Lucy                                                           | 16 d'octubre de 2021   | Sobrevol de sis troians de Júpiter i dos asteroides del cinturó principal | [ 483 ] [ 484 ]         |
| DART / LICIACube                                               | 24 de novembre de 2021 | Sobrevol de l'asteroide 65803 Didymos, impactador de la lluna d'asteroide Dimorf | [ 485 ] [ 486 ]         |
| Telescopi Espacial James Webb                                  | 25 de desembre de 2021 | Telescopi espacial d'infrarojos al L2 Sol-Terra | [ 487 ] [ 488 ]         |
| CAPSTONE                                                       | 28 de juny de 2022     | Orbitador lunar | [ 489 ]                 |
| Danuri (KPLO)                                                  | 5 d'agost de 2022      | Orbitador lunar | [ 490 ]                 |
| Artemis 1 i 10 cubesats                                        | 16 de novembre de 2022 | Prova orbital lunar sense tripulació de la nau espacial Orion i del Space Launch System. Els cubesats es van llançar com a càrrega compartida i van executar les seves pròpies missions. | [ 491 ]                 |
| Hakuto-R Mission 1 (rover Rashid) i Lunar Flashlight           | 11 de desembre de 2022 | Demostració de tecnologia d'aterratge lunar, rover lunar i òrbita lunar llançats junts (es van estavellar a la Lluna)                                                                    | [ 492 ] [ 493 ] [ 494 ] |
| JUICE                                                          | 14 d'abril de 2023     | Orbitador de Júpiter/Ganímedes | [ 495 ]                 |
| Chandrayaan-3                                                  | 14 de juliol de 2023   | Orbitador lunar, aterratge i rover; primer aterratge suau prop del pol sud lunar | [ 496 ] [ 497 ]         |
| Luna 25                                                        | 10 d'agost de 2023     | Intent d'aterratge lunar del pol sud (es va estavellar contra la Lluna) | [ 498 ] [ 499 ]         |
| Aditya-L1                                                      | 2 de setembre de 2023  | Nau espacial d'observació del Sol al L1 Sol–Terra | [ 500 ]                 |
| SLIM (LEV-1, LEV-2)                                            | 6 de setembre de 2023  | Sobrevol lunar, aterratge i rovers | [ 501 ] [ 502 ]         |
| Psyche                                                         | 13 d'octubre de 2023   | Orbitador de l'asteroide 16 Psyche. | [ 503 ]                 |
| Peregrine Mission One (incloent Iris i els rovers Colmena)     | 8 de gener de 2024     | Aterratge lunar i rovers (aterratge exclusiu) | [ 504 ]                 |
| IM-1 Nova-C Odysseus (incloent la càmera desplegable EagleCam) | 15 de febrer de 2024   | Aterradors lunars | [ 505 ]                 |

## Planificat o programat
| Sistema Nau espacial | Júpiter                                    | Saturn                                            | Urà              | Neptú            | Plutó            |
| -------------------- | ------------------------------------------ | ------------------------------------------------- | ---------------- | ---------------- | ---------------- |
| Pioneer 10           | Sobrevol de 1973                           |                                                   |                  |                  |                  |
| Pioneer 11           | Sobrevol de 1974                           | Sobrevol de 1979                                  |                  |                  |                  |
| Voyager 1            | Sobrevol de 1979                           | Sobrevol de 1980                                  |                  |                  |                  |
| Voyager 2            | Sobrevol de 1979                           | Sobrevol de 1981                                  | Sobrevol de 1986 | Sobrevol de 1989 |                  |
| Galileo              | 1995–2003 orbitador; 1995, 2003 atmosfèric |                                                   |                  |                  |                  |
| Ulysses              | 1992, 2004 assistència gravitatòria        |                                                   |                  |                  |                  |
| Cassini–Huygens      | 2000 assistència gravitatòria              | 2004–2017 orbitador; 2005 mòdul de descens a Tità |                  |                  |                  |
| New Horizons         | 2007 assistència gravitatòria              |                                                   |                  |                  | Sobrevol de 2015 |
| Juno                 | 2016– orbitador                            |                                                   |                  |                  |                  |

## Galeria

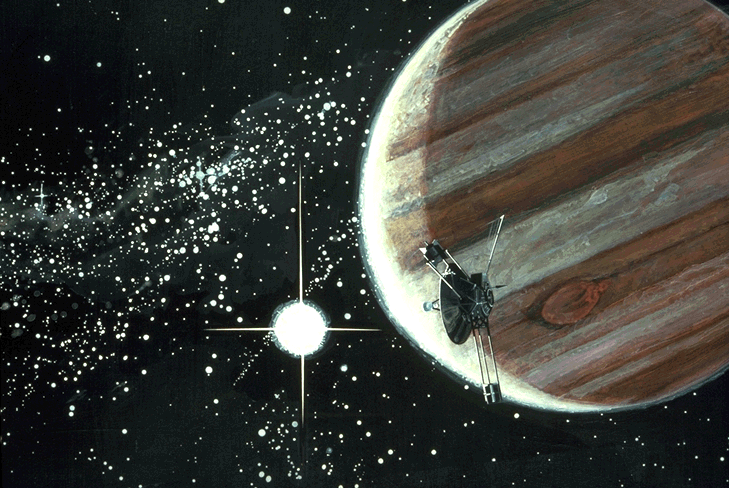
Pioneer 10 Primer sobrevol de Júpiter
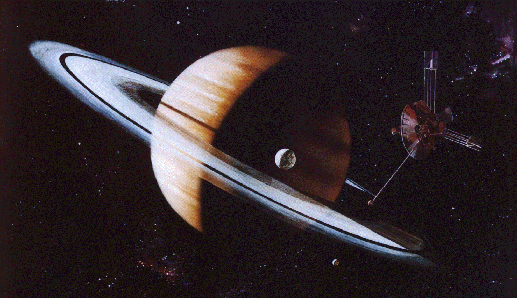
Pioneer 11 Primer sobrevol de Saturn
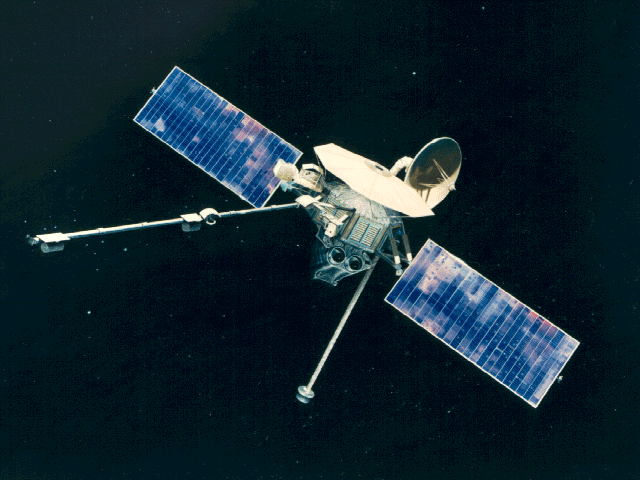
Mariner 10 Primer sobrevol de Mercuri
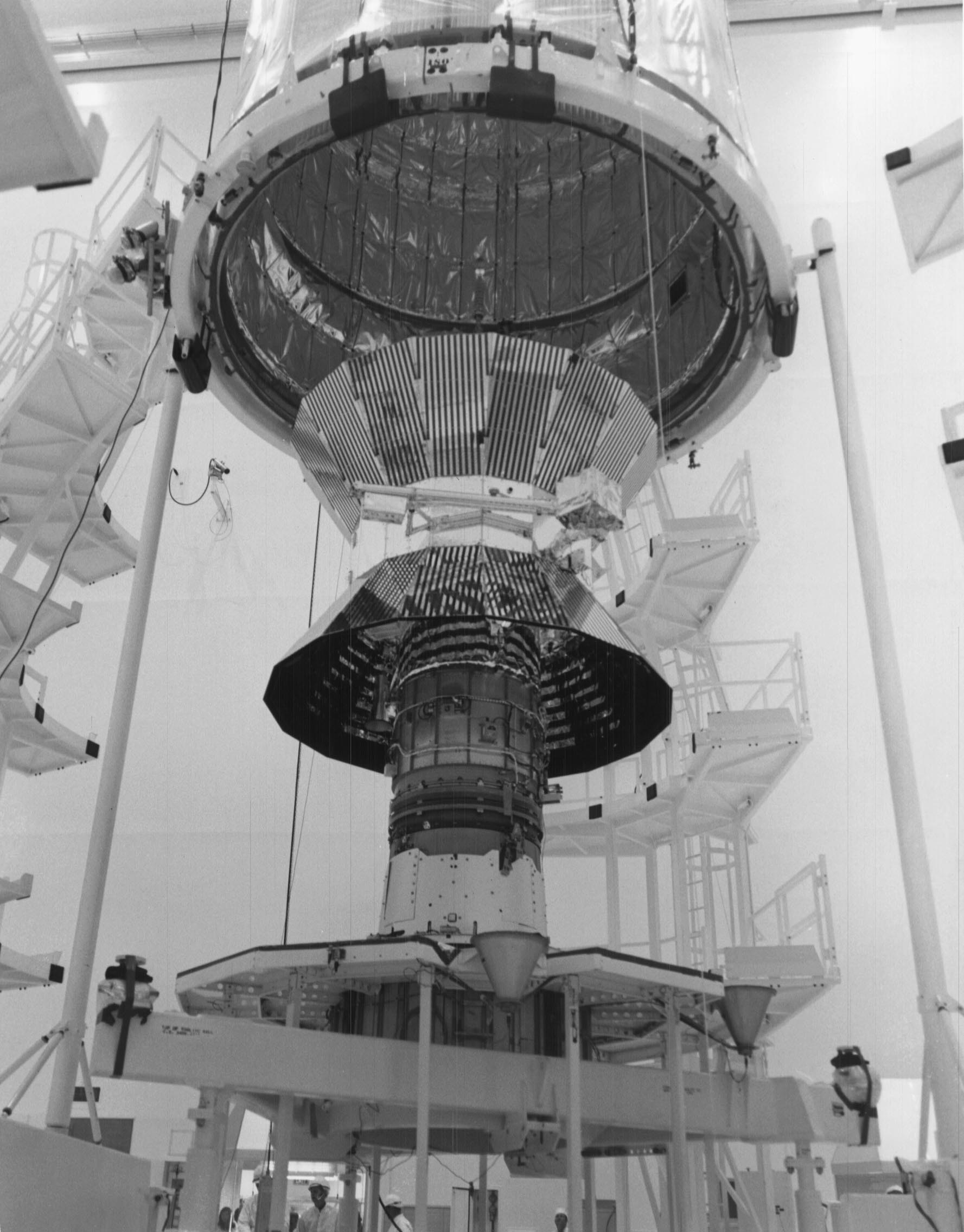
Helios 2 El màxim apropament solar
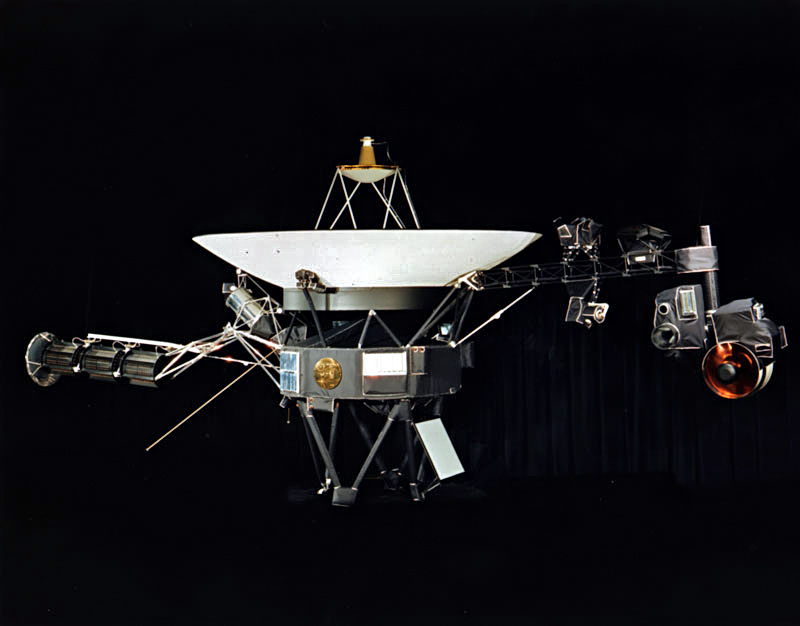
Voyager 2 Primer sobrevol d'Urà Primer sobrevol de Neptú
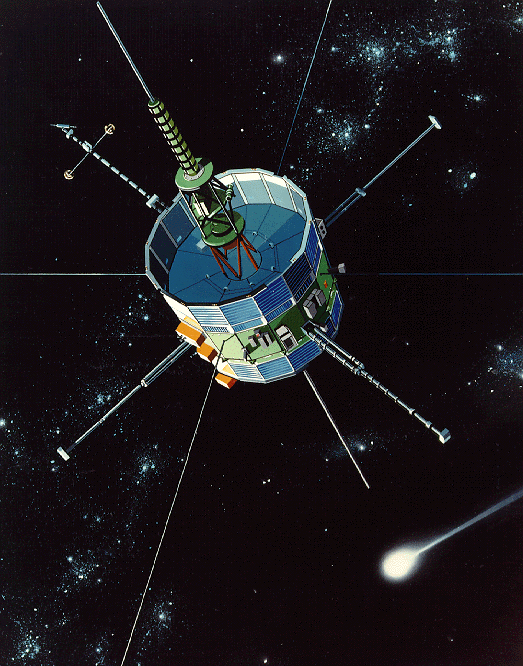
International Cometary Explorer Primer sobrevol de cometa
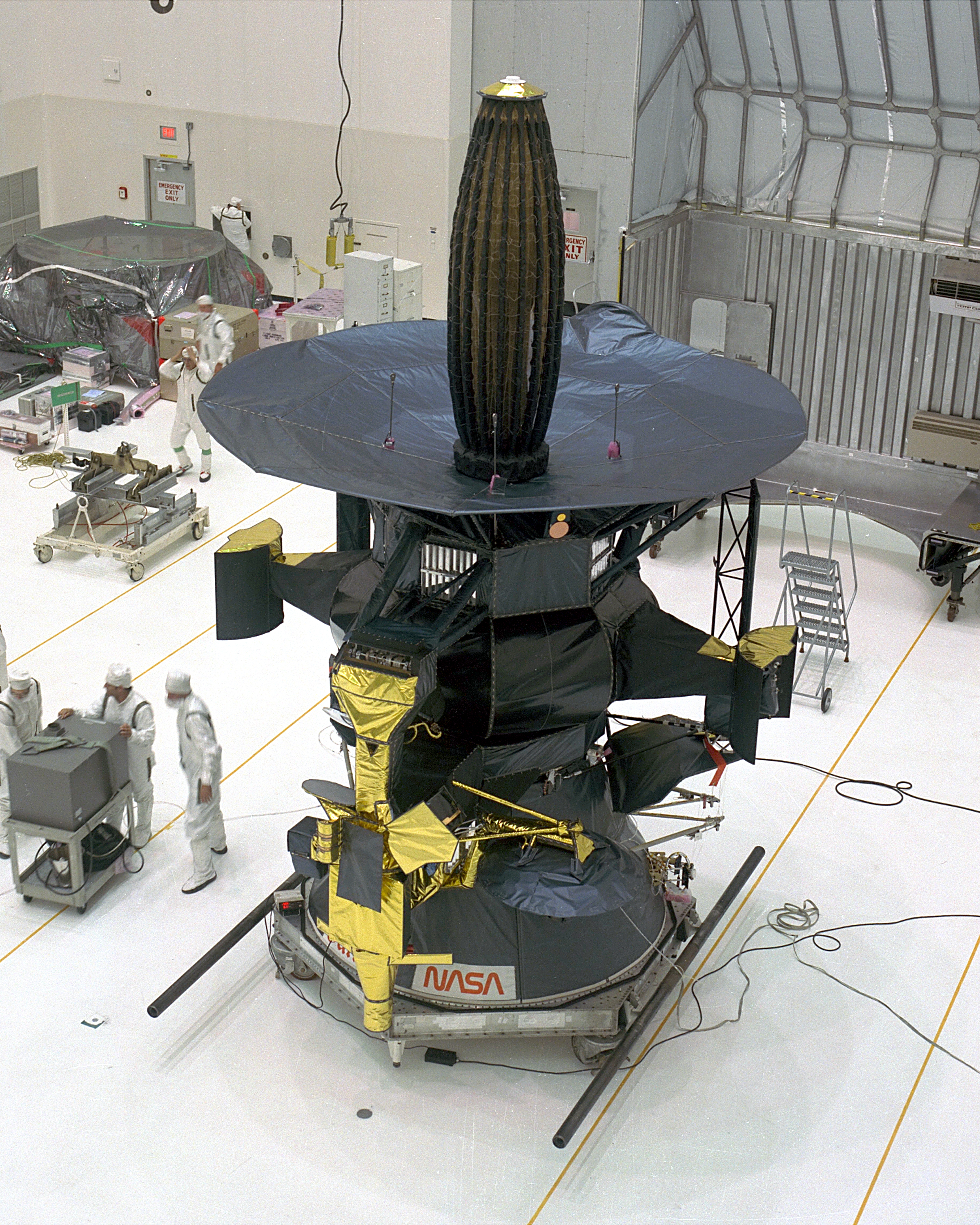
Galileo Primer sobrevol d'asteroide Descobriment lluna asteroidal Primer orbitador de Júpiter Primera sonda atmosfèrica de Júpiter
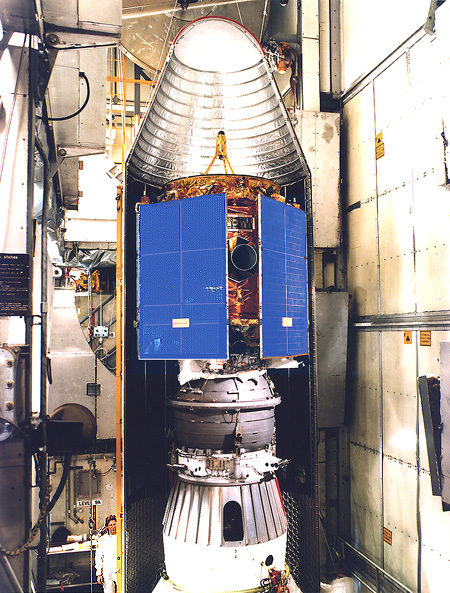
NEAR Shoemaker Primer sobrevol d'asteroide proper a la Terra Primer orbitador asteroidal Primer aterratge asteroidal
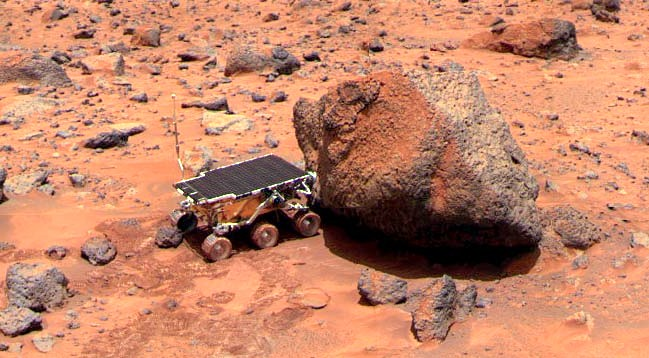
Mars Pathfinder Primer astromòbil de Mart amb èxit
Cassini–Huygens Primer orbitador de Saturn
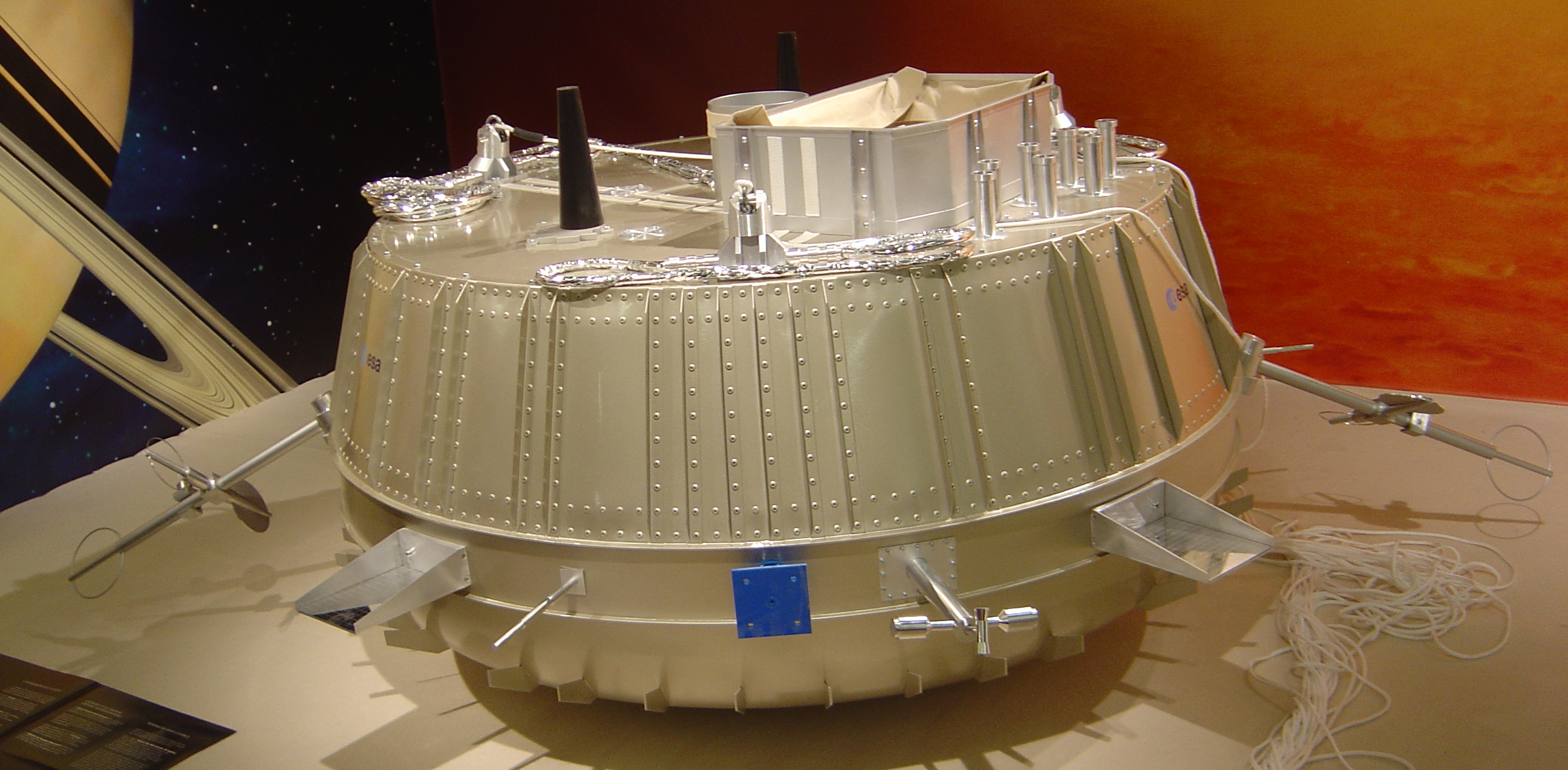
Sonda Huygens Primer aterratge a Tità
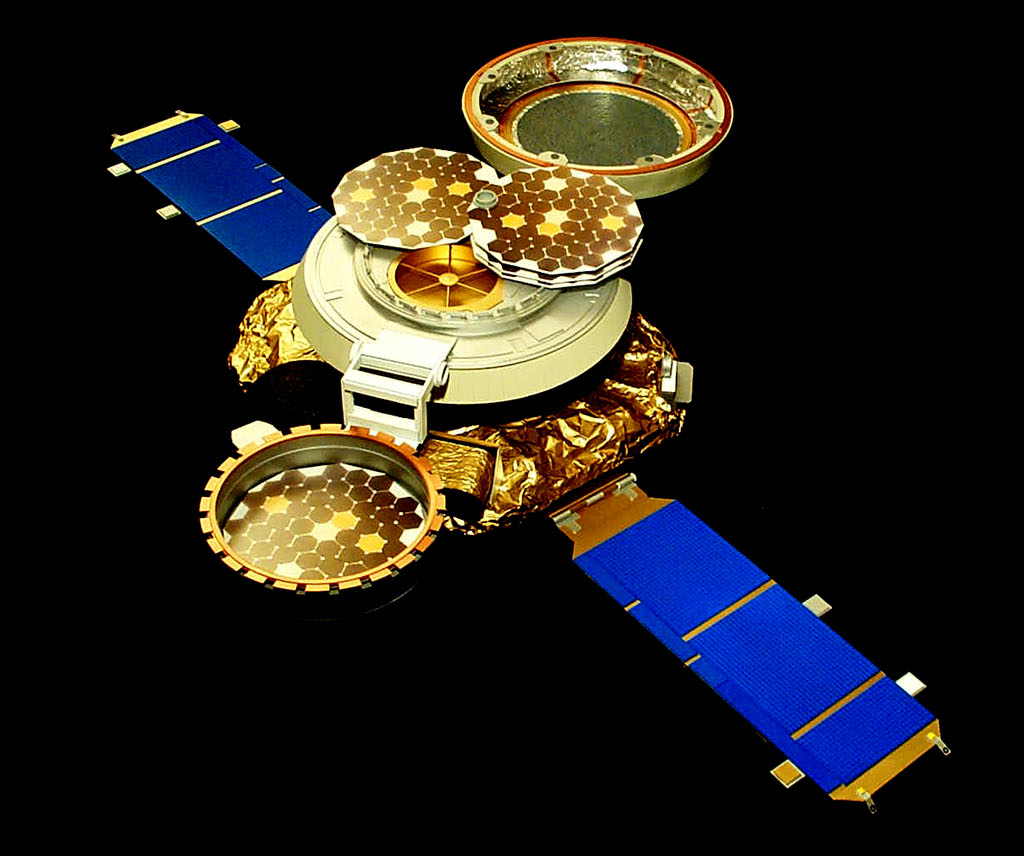
Genesis Primer retorn de mostres de vent solar
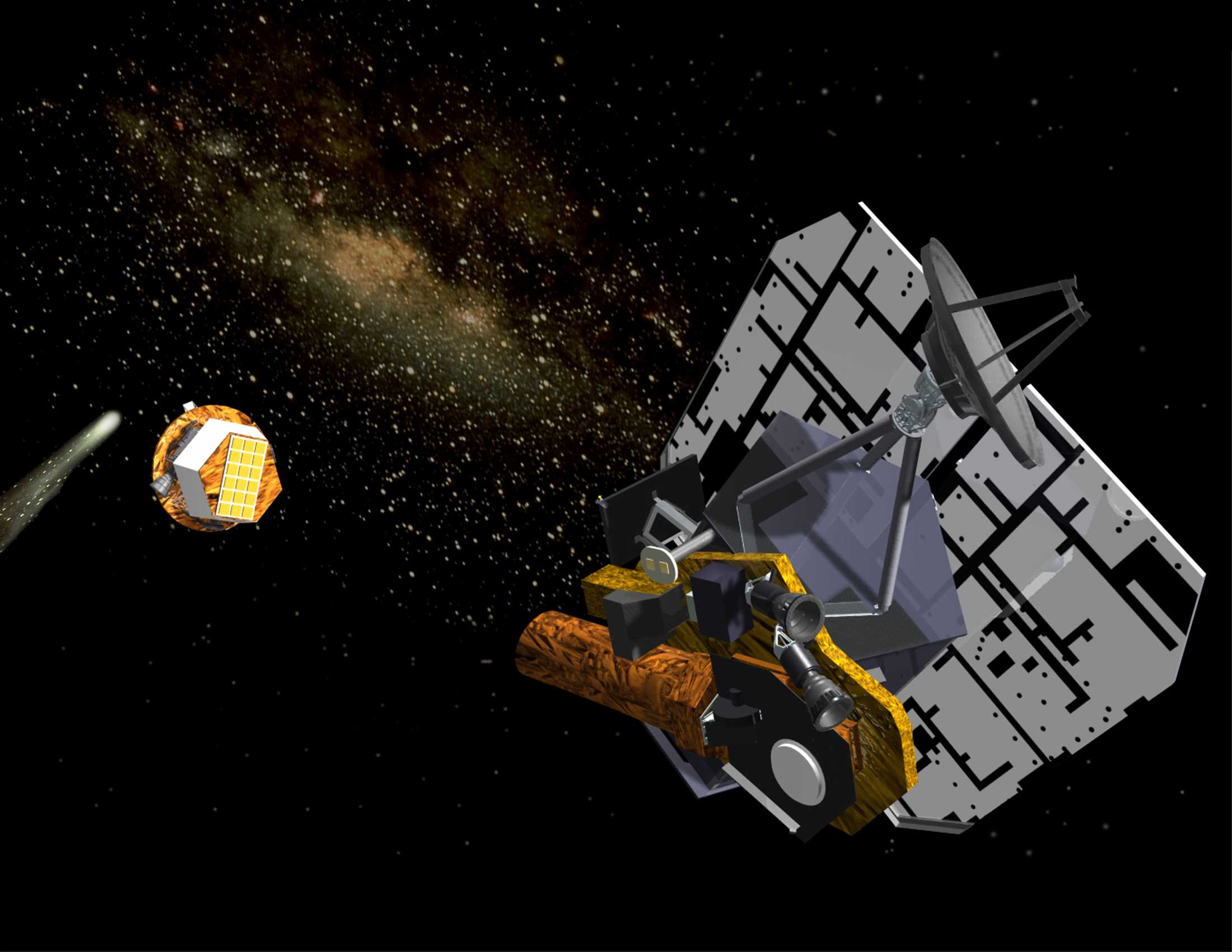
Deep Impact Primer impacte en cometa

- Galileo
Primer sobrevol d'asteroide
Descobriment lluna asteroidal
Primer orbitador de Júpiter
Primera sonda atmosfèrica de Júpiter
- NEAR Shoemaker
Primer sobrevol d'asteroide proper a la Terra
Primer orbitador asteroidal
Primer aterratge asteroidal
- Mars Pathfinder
Primer astromòbil de Mart amb èxit
- Cassini–Huygens
Primer orbitador de Saturn
- Sonda Huygens
Primer aterratge a Tità
- Genesis
Primer retorn de mostres de vent solar
- Deep Impact
Primer impacte en cometa